# B'Day
B'Day é o segundo álbum de estúdio da artista musical americana Beyoncé, lançado internacionalmente através da Sony BMG Music Entertainment a 31 de agosto de 2006 para que coincidisse com o 25.° aniversário da artista. Após o lançamento do seu trabalho de estreia Dangerously in Love (2003), a artista decidiu produzir um acompanhamento no qual usaria várias faixas não usadas. Todavia, a cantora colocou estes planos em espera para se concentrar em Destiny Fulfilled (2004), álbum de estúdio final de Destiny's Child. Beyoncé começou a produção de B'Day após terminar as filmagens de Dreamgirls, alugando os estúdios da Sony Music e finalizando o projecto em três semanas. A maior parte do conteúdo do disco foi inspirado pelo papel da cantora em Dreamgirls, abordando essencialmente aspectos relacionados com o feminismo e independência feminina. Os estilos musicais foram inspirados pela sonoridade musical predominante nas décadas de 1970 e 80 — sendo notáveis os géneros funk, blues e soul — e os trabalhos contêm elementos de hip hop e música urbana contemporânea.
Em B'Day, Beyoncé trabalhou pela primeira vez com Swizz Beatz — responsável pela produção de quatro faixas na edição padrão — e ainda Rodney Jerkins, Sean Garrett, sua irmã Solange, entre outros. O lançamento do álbum foi acompanhado com repercussão negativa por parte da imprensa mediática. O vídeo musical do primeiro single, "Déjà Vu" (2006), foi recebido com escárnio pelos fãs da artista devido ao seu conteúdo sexualmente sugestivo, o que levou o público a abrir uma petição online para que um novo vídeo fosse gravado. Após isto, foi especulado pela imprensa que o conteúdo de "Ring the Alarm", o segundo single, seria sobre um suposto triângulo amoroso envolvendo Jay-Z, esposo de Beyoncé, e a cantora barbadiana Rihanna. O surgimento de novas especulações levou Matthew Knowles, pai e administrador de Beyoncé, a publicar uma declaração através de uma conferência de imprensa na qual retaliou contra o que considerou ser uma sabotagem.
Em geral, B'Day foi recebido com opiniões favoráveis pela crítica especialista em música contemporânea, com a página Metacritic atribuindo-lhe a pontuação percentual de setenta. A maioria dos analistas elogiou o amadurecimento e evolução da intérprete no projecto, bem como a sua atitude em tomar riscos com um som experimental, porém, criticou-o por ficar aquém dos seus trabalhos anteriores. Não obstante, o álbum venceu um prémio Grammy na sua 49.ª cerimónia anual em 2007 e foi listado por várias publicações como um dos melhores trabalhos do ano e da década. Comercialmente, alcançou sucesso ao redor do mundo, inclusive nos Estados Unidos, onde estreou no primeiro posto da tabela de álbuns com a maior primeira semana de vendas da carreira a solo da cantora até então. Além disso, recebeu o certificado de disco de platina por três vezes pela Recording Industry Association of America (RIAA). Até Setembro de 2013, já havia movido oito milhões de unidades ao redor do mundo.
De B'Day foram divulgados seis singles, dos quais "Irreplaceable" foi o único a conseguir alcançar a liderança da tabela de singles dos EUA, na qual foi a canção com o melhor desempenho de 2007. Além disso, alcançou as dez melhores posições em vários mercados musicais ao redor do mundo. Os treze vídeos musicais gravados para B'Day foram inclusos no álbum de vídeo B'Day Anthology Video Album, distribuído juntamente com a edição deluxe de B'Day em 2007. De modo a promover o seu segundo trabalho de estúdio, Beyoncé fez várias apresentações ao vivo nas quais interpretou canções do álbum em programas de televisão como o Total Request Live e The Today Show, e cerimónias como os prémios Grammy e os de música norte-americana. Ademais, embarcou na sua segunda digressão musical a solo, intitulada The Beyoncé Experience (2007), o que culminou no lançamento do álbum de vídeo The Beyoncé Experience Live (2007), no qual foram inclusas apresentações ao vivo seleccionadas.

## Antecedentes e desenvolvimento

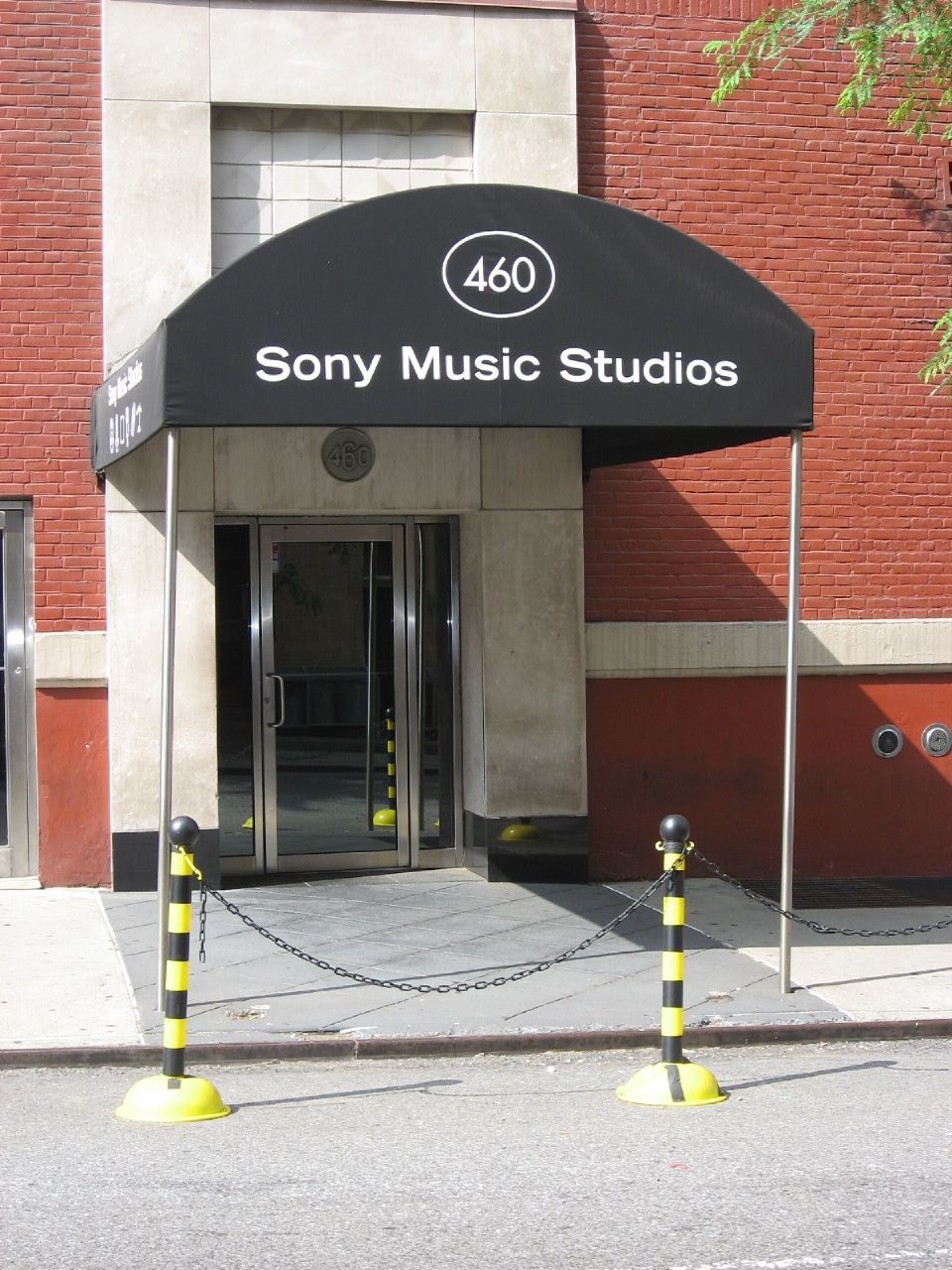
O estúdio Sony Music, localizado na Cidade de Nova Iorque, foi alugado para a gravação de B'Day.

Em 2002, Beyoncé teve múltiplas sessões de estúdio para a gravação de Dangerously in Love, seu álbum de estúdio de estreia como artista a solo, gravando até 45 músicas. O projecto foi crítica e comercialmente bem sucedido após o seu lançamento em 2003, rendendo-lhe cinco prémios Grammy. No ano seguinte, a artista decidiu produzir um acompanhamento no qual usaria várias faixas que não foram inclusas no alinhamento de Dangerously in Love. No entanto, a 7 de Janeiro de 2004, um porta-voz da sua editora discográfica anunciou que a cantora tinha colocado os seus planos em espera para se concentrar na produção de Destiny Fulfilled (2004), álbum de estúdio final de Destiny's Child. Foi pouco tempo após isto que Beyoncé também cantou o hino nacional dos Estados Unidos no jogo de futebol Super Bowl XXXVIII na sua cidade natal de Houston, Texas, um sonho de infância concretizado. Não obstante, o início da produção do seu segundo trabalho de estúdio foi novamente adiado no final de 2005 pois a intérprete precisava de tempo para as filmagens de Dreamgirls, uma adaptação cinematográfica do musical de mesmo nome (1981) na qual iria interpretar a personagem principal. Como ela queria se concentrar em um projeto de cada vez, decidiu esperar até que o filme fosse concluído antes de retornar ao estúdio de gravação. Em entrevista à revista musical Billboard, a artista revelou não intencionar escrever material para o álbum até que concluísse o filme.
Então, finalizadas as filmagens para Dreamgirls, Beyoncé foi ao estúdio para começar a trabalhar no seu segundo projecto musical a solo. "[Quando as filmagens terminaram] eu tinha tantas coisas engarrafadas, tantas emoções, tantas ideias," que decidiu a iniciar a produção sem contactar o seu pai e administrador Mathew Knowles. A artista manteve a gravação de B'Day secreta, contando apenas à Max Gousse, o seu executivo de artists and repertoire, e a equipe de produtores seleccionada para colaborar no disco, nomeadamente Rich Harrison, Rodney Jerkins, Sean Garrett, Cameron Wallace, o duo norte-americano The Neptunes, o duo norueguês Stargate, o rapper Swizz Beatz, e Walter Millsap. As compositoras Angela Beyincé, prima de Beyoncé com quem já havia trabalhado anteriormente em Dangerously in Love, e Makeba Riddick foram adicionadas à equipa de pessoas que ajudou a estruturar o álbum, com esta última sendo inclusa após co-compor "Déjà Vu", o primeiro single do álbum. Sentindo-se influenciada pelo método do seu marido Jay-Z, bem como os colegas dele na editora discográfica Roc-A-Fella, de colaborar com vários produtores em um disco, Beyoncé contactou Harrison, Jerkins e Garrett e deu a cada um uma sala de trabalho individual. Durante as sessões, Beyoncé andava de estúdio em estúdio para verificar o progresso dos seus produtores, alegando que isso fomentava uma "competição saudável" entre os mesmos. Quando concebesse uma canção potencial, ela informava ao grupo quem iria deliberar e, depois de três horas, a música seria criada. Enquanto discutia as letras das faixas com a sua equipa, outros colaboradores como The Neptunes, Jerkins e Swizz Beatz produziam-nas. Às vezes podiam começar a trabalhar às onze horas da manhã e passar até quatorze horas por dia no estúdio durante o processo de gravação. Beyoncé foi co-responsável pela composição, produção e arranjos de todas as canções inéditas da versão padrão do álbum.
"[Beyoncé] teve vários produtores nos estúdios Sony. Ela reservou todo o estúdio e tinha os maiores e melhores produtores lá. Ela colocava todos nós em uma sala, começava a colaborar com um produtor, e depois começava outra coisa com outro produtor. Nós andavámos por entre as salas diferentes e trabalhavámos com os outros produtores. Foi definitivamente um tipo de processo industrial."
— Makeba Riddick a abordar a sua experiência na produção de B'Day em entrevista à MTV News.
Embora originalmente tenham sido programadas seis semanas para a produção, B'Day conseguiu ficar pronto em apenas três semanas, com Swizz Beatz sendo o artista com a maior quantidade de canções produzidas: quatro. Beyoncé gravou três músicas por dia, terminando as gravações em duas semanas em Abril de 2006. O estúdio Sony Music, localizado na Cidade de Nova Iorque, foi alugado para a gravação do projecto, com quatro outros estúdios de gravação sendo também usados em simultâneo. Outros locais de gravação foram os estúdios Great Divide em Aspen, Colorado, no qual a faixa "Freakum Dress" foi gravada; Lair, onde "Irreplaceable" foi gravada; Henson Recording, onde a faixa bónus "Check on It" foi gravada; e Record Plant, no qual "Kitty Kat" e "Green Light" foram gravadas e ainda "Déjà Vu" recebeu assistência de engenharia acústica; estes três últimos estúdios estão todos localizados em Los Angeles, Califórnia. Todas as músicas da edição padrão do B'Day foram gravadas no estúdio Sony Music e masterizadas no Bernie Grundman Mastering em Los Angeles. 25 músicas foram produzidas para o álbum, das quais dez foram inclusas no alinhamento da edição padrão e masterizadas no início de Julho de 2006 por Brian "Big Bass" Gardner em Los Angeles.

## Produção, música e conteúdo

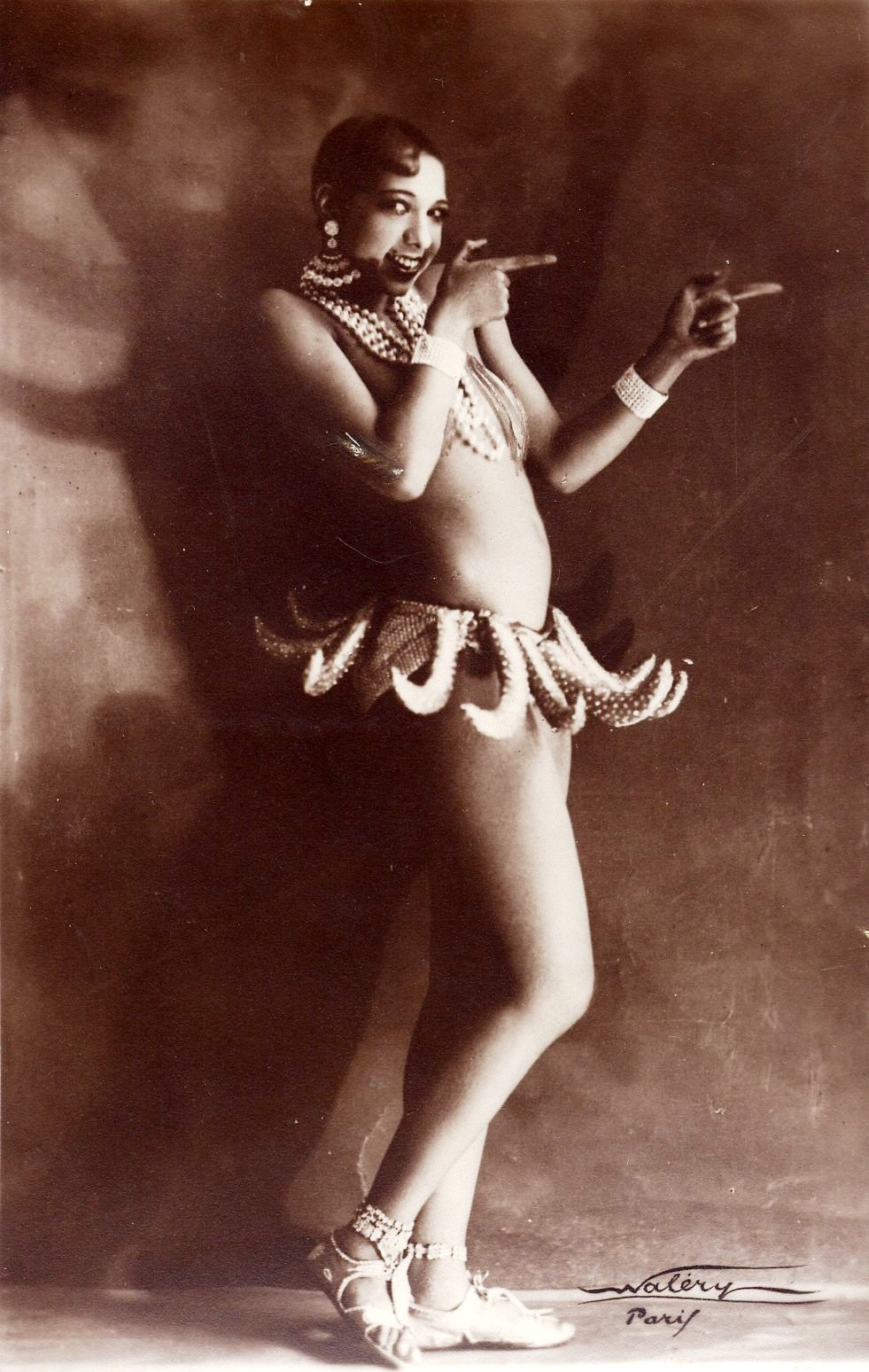
Beyoncé usou a animadora Josephine Baker como uma inspiração em B'Day.

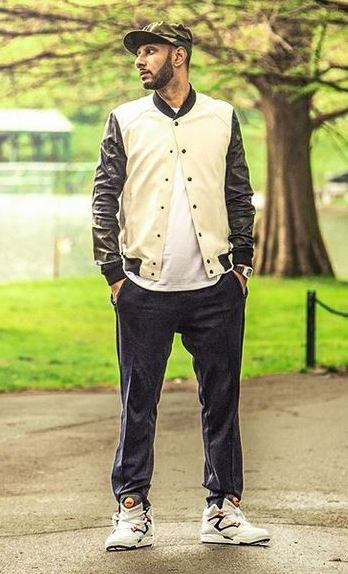
Swizz Beatz co-produziu quatro faixas, a maior quantidade por qualquer produtor.

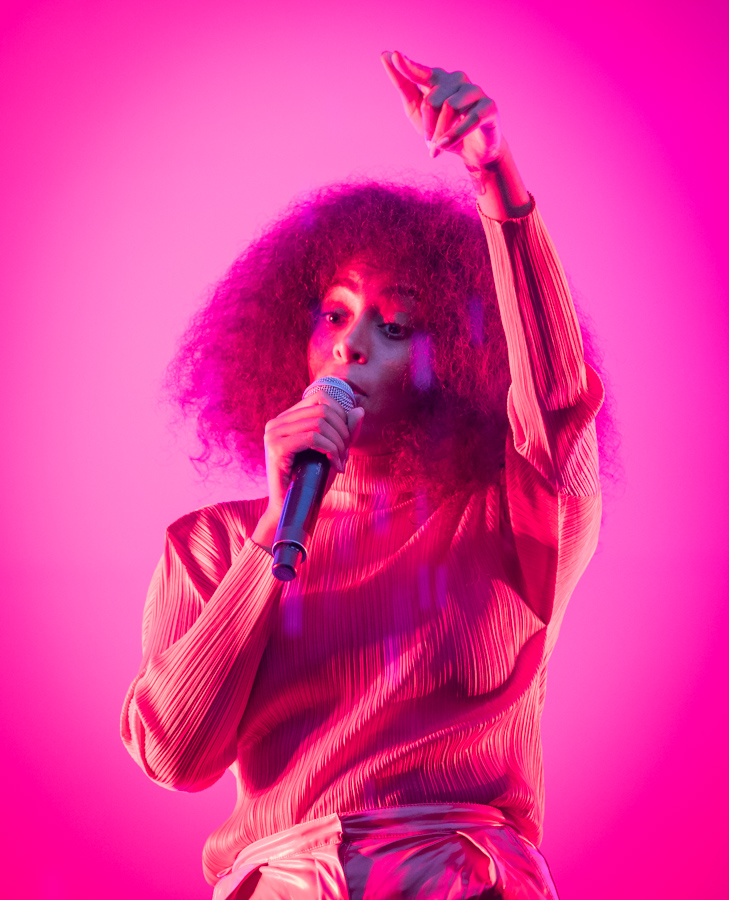
Solange Knowles co-compôs "Get Me Bodied" e foi usada como inspiração para a canção.

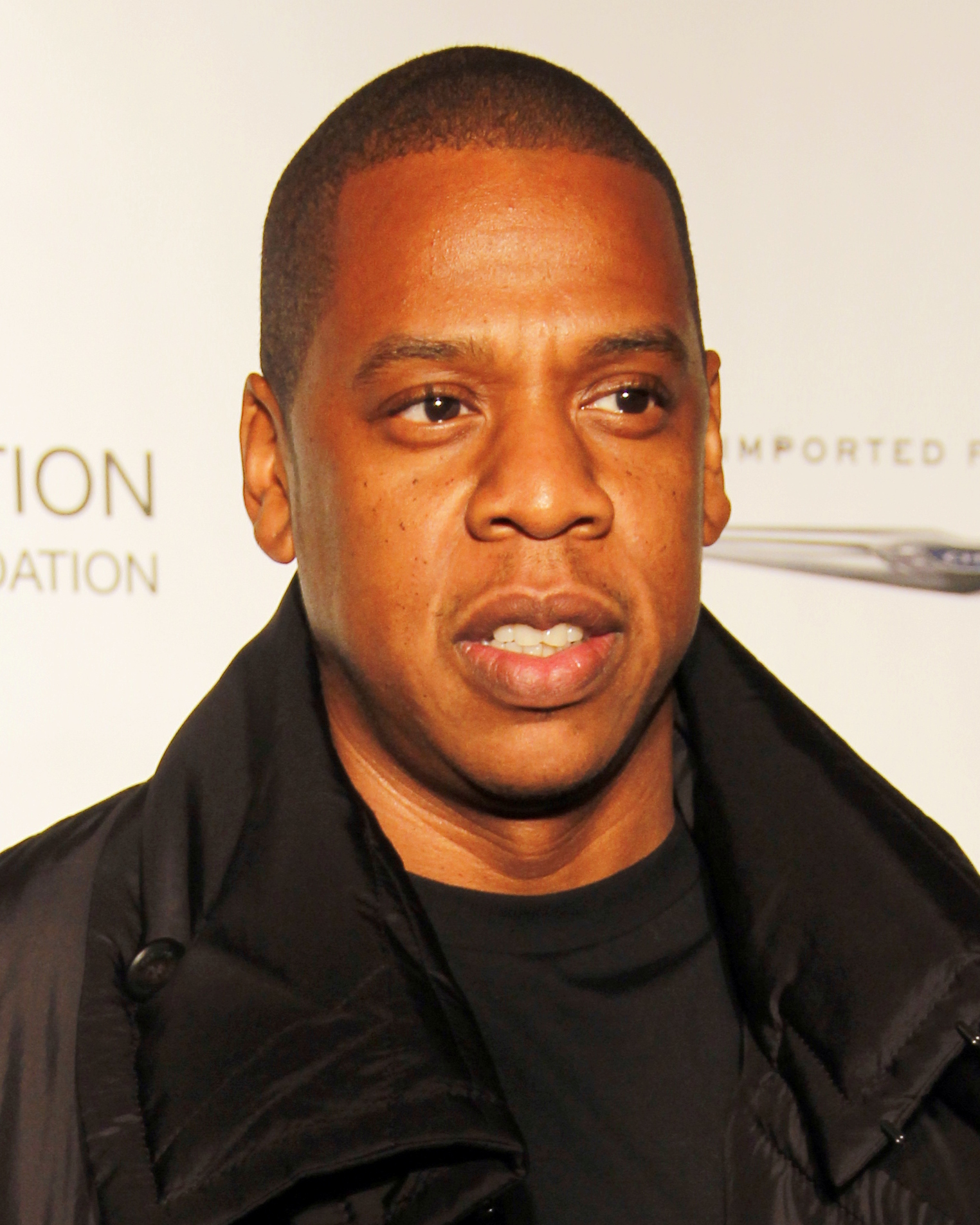
Jay-Z participou de duas canções, nas quais compôs os seus versos.

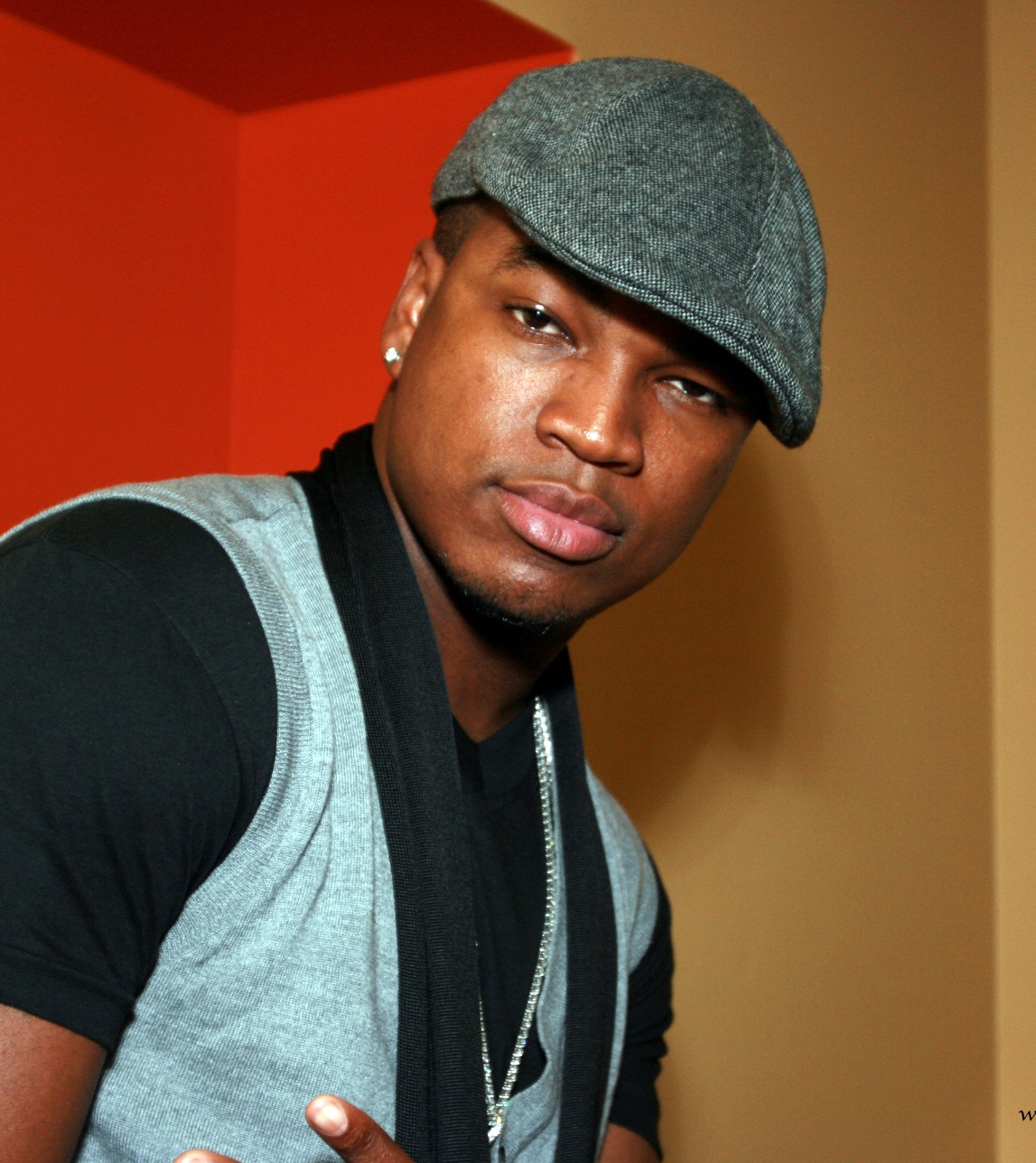
Inicialmente composta por Ne-Yo para uma outra artista, "Irreplaceable" foi ultimamente gravada por Beyoncé.

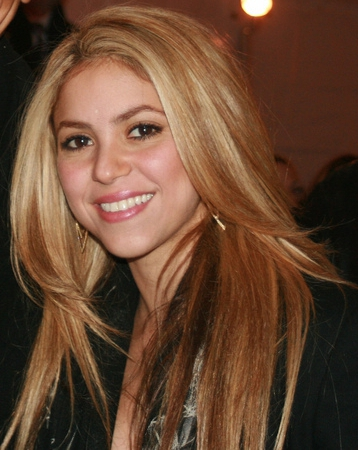
Shakira gravou o dueto "Beautiful Liar".

### Inspiração e sonoridade
Muitos dos temas abordados e estilos musicais foram inspirados pelo papel de Beyoncé em Dreamgirls, filme cujo enredo gira em torno de The Dreams, um grupo fictício formado em 1960 por três cantoras que almejavam alcançar o sucesso na indústria com a ajuda do administrador Curtis Taylor, que por sua vez está num casamento emocionalmente abusivo com a vocalista Deena Jones, interpretada por Beyoncé. Por causa do seu papel, Beyoncé foi inspirada a produzir um álbum com um tema primordial de feminismo e empoderamento feminino. Na faixa bónus "Encore for the Fans" ela diz: "Porque eu estava tão inspirada por Deena, escrevi músicas que diziam todas as coisas que gostaria que ela tivesse dito no filme." Outra inspiração para o trabalho foi a animadora Josephine Baker, a quem Beyoncé eventualmente prestou homenagem através de uma interpretação ao vivo de "Déjà Vu" no concerto Fashion Rocks de 2006, no qual usou a mini-saia hula característica de Baker embelezada com bananas falsas.
Musicalmente, B'Day foi influenciado por uma variedade de géneros norte-americanos e, tal como Dangerously in Love, incorporou elementos de música urbana contemporânea, incluindo o rhythm and blues e hip hop. Algumas canções têm sonoridade semelhante a trabalhos lançados nas décadas de 1970 e 80, som este capturado através do uso de amostras. Exemplos notáveis são: "Suga Mama", influenciada pelo funk dos anos 1970 e 80, à medida em que usa guitarras típicas de blues amostradas do tema "Searching for Soul", concebido pelo grupo Jake Wade and the Soul Searchers; "Upgrade U", que contém uma amostra de "Girls Can't Do What the Guys Do" (1968), composta por Willie Clarke e Clarence Reid e gravada pela cantora soul Betty Wright; "Resentment", que usa o tema "Think (Instrumental)" (1972), concebido pelo músico Curtis Mayfield e incluso na banda sonora do filme de Blaxploitation Super Fly (1972); "Déjà Vu", com sonoridade fortemente influenciada por obras lançadas no final da década de 1970; "Green Light", tema com um sentimento groove clássico; e "Get Me Bodied", cuja musicalidade contém características de twang, estilo musical originado no estado do Texas.

### Estrutura musical e gravação
A maioria das músicas de B'Day foram criadas usando instrumentação ao vivo e diversas técnicas, algo evidente em "Déjà Vu", cuja instrumentação consiste em baixo, congas, chimbau, cornetas e Roland TR-808. Além disso, o tema contém elementos de música soul, bem como de dance-pop, e aprenta vocais de rap de Jay-Z, uma adição de último minuto. "Assim que ele a ouviu [a música], eu notei que os lábios dele se estavam a mover. Então fiquei do tipo, 'Gostarias de ir ao estúdio e gravar o que acabaste de fazer?' Agora fazemos brincadeiras sobre como teremos canções suficientes para lançar um álbum de compilação curto," disse Beyoncé em entrevista à MTV. "Quando gravei 'Déjà Vu' [...] eu sabia que antes de eu sequer começar a trabalhar no meu álbum, queria adicionar instrumentos ao vivo para todas as minhas canções ..." O seu título faz referência ao fenómeno déjà vu e o seu conteúdo lírico descreve uma mulher a ser constantemente recordada de um amante do passado, evidenciado nos versos: "Is it because I'm missing you that I'm having déjà vu?". Vários analistas musicais olharam para "Déjà Vu" como musicalmente similar a "Crazy in Love" (2003), outro trabalho colaborativo dos vocalistas. "Get Me Bodied", a segunda faixa de B'Day, foi descrita como um tema predominantemente R&B e bounce com influências de dance-pop, dancehall e funk de andamento moderado cujo conteúdo lírico apresenta uma protagonista que sai para curtir a noite com um traje adequado para deixar uma impressão duradoura e conseguir o que almeja. Beyoncé usou a sua irmã Solange Knowles, co-letrista, como inspiração no processo de composição de "Get Me Bodied", bem como Kelly Rowland e Michelle Williams, antigas colegas de banda. A instrumentação de "Get Me Bodied" inclui bateria, cornetas e sintetizadores, e a canção usa ainda sons de palmadas e estalos de dedos sincopados entreligados que, por sua vez, são entremeados com cânticos no pano de fundo, bem como exclamações e ginásticas vocais.
A obra seguinte, "Suga Mama", é de R&B e soul de andamento moderado e batida jazz e hip hop influenciada por trabalhos da década de 1960 e funk e rock dos anos 1970. Ademais, contém ainda alguns elementos de música da década de 80 e soa mais parecida com música ao vivo do que os trabalhos anteriores de Beyoncé, com a guitarra de blues sendo o instrumento predominante. As suas letras foram consideradas um contraste com as de "Bills, Bills, Bills" (1999) de Destiny's Child, visto que descrevem uma protagonista a oferecer as chaves da sua casa, seu carro, e seu cartão de crédito apenas para manter o seu interesse amoroso no lar, presumivelmente para que este possa escutar a sua colecção de álbuns de soul antigos. Essas interpretações são mostradas nos versos: "It's so good to the point that I'll do anything to keep you home / Tell me what you want me to buy, my accountant's waiting on the phone." Além disso, a protagonista vê também o homem como um objecto sexual, pedindo-lhe para se sentar no seu colo e se despir enquanto ela assiste.
"[Em 'Ring the Alarm'] Swizz teve uma abordagem berra, como se o homem tivesse traído, e eu quis escrever algo honesto. Se você está em um relacionamento, mesmo que o homem tenha traído e você já não o queira mais, a ideia de uma outra mulher tirar proveito dos ensinamentos que você deu."
— Beyoncé a explicar que não teve a intenção de parecer irada em "Ring the Alarm".
Embora T.I. tenha sido originalmente abordado para fazer uma participação vocal em "Upgrade U", Jay-Z acabou por preencher o seu lugar. A faixa acompanha uma mulher que faz promessas luxuosas a um homem, prometendo melhorar o seu estilo de vida e reputação, semelhante ao conceito de "Suga Mama". Dentre as promessas, marcas de luxo são mencionadas, incluindo Cartier, Hermès, Ralph Lauren, entre outras. O seu tema de empoderamento feminino é semelhante ao dos trabalhos iniciais de Destiny's Child. Musicalmente, é um tema predominantemente hip hop influenciado por música pop, soul e R&B contemporâneo com batida baseada em sons de palmadas. A quinta faixa, "Ring the Alarm", uma música de R&B que incorpora elementos de punk rock, é notável pelo uso de uma sirene estridente na introdução e no resto da melodia, criando um tom agressivo ampliado pelo rosnar gutural mezzo-soprano da vocalista. A canção "mostra um extremo mais forte do som de Beyoncé," com as suas letras vendo a intérprete a dar vida a uma mulher ameaçada pelo triângulo amoroso no qual está envolvida, não estando disposta a permitir que outra mulher desfrute do resultado de todo o esforço feito por si para fazer do seu namorado um homem melhor.
A canção seguinte, "Kitty Kat", tem um andamento lento e foi comparada aos trabalhos iniciais da cantora norte-americana Kelis, também produzidos pelos The Neptunes. "Kittky Kat" descreve uma protagonista a expressar sentir-se subestimada pelo homem que ama, sentimento enfatizado nos versos "You know I hate sleepin' alone, but you said that you will soon be home / But baby, that was a long time ago." Segundo Sal Cinquemani, da Slant Magazine, a intérprete "arruma a sua rata na mala" e abandona o homem que já não parece estar interessada nela, visto no refrão: "Let's go, little kitty kat / I think it's time to go / He don't want you no more." Introduzida por um segmento vocal interactivo curto, "Freakum Dress" é uma música crescendo multi-género que faz uso de um ostinato de duas notas e batidas galopantes, consistindo em assobios frequentes bem como ritmos dominados por pratos estrondosos disseminados na batida "poderosa, espalhafatosa e ousada" por cima da qual a cantora pede a atenção do seu homem e aconselha mulheres a porem um vestido sensual para apimentar a vida sexual amorosa.
"Às vezes uma mulher sente que precisa relembrar ao seu homem o motivo pelo qual ele está apaixonado por ela ou por que gostou dela no início. Todas mulheres têm um vestido sedutor no fundo dos seus guarda-fatos e elas podem simplesmente vesti-lo e ele fá-los-á relembrar."
— Beyoncé a falar sobre o tema principal de "Freakum Dress".
De acordo com Peter Robinson, do The Guardian, o uso dos vocais "uh-huh huh" em "Green Light", uma tema R&B com elementos de funk futurístico sobre um rompimento de relacionamento, é um eco directo de "Crazy in Love", enquanto um editor do The London Paper achou que fosse uma imitação de "1 Thing" (2005) de Amerie. "Green Light" é construída por cima de uma linha do baixo arrebatadora e apresenta uma batida "mais orgânica". A sua instrumentação contém percussão Latina e amostras de trompas soul, com as suas leras usando versos repetitivos como "Give it to mama." Originalmente composta por Ne-Yo para uma outra artista, "Irreplaceable" contrasta com o resto do álbum por ser uma balada pop e R&B de ritmo moderado na qual Beyoncé "suaviza" a sua voz. O tema faz uso de uma guitarra acústica gentilmente dedilhada na qual Stargate, o duo responsável pela produção, combinou a progressão de acordes básica do instrumento, uma batida de bateria 808 moderna e violoncelo. As suas letras abordam o término de um relacionamento no qual a mulher descobriu a infidelidade do seu parceiro. Originalmente gravada pela cantora britânica Victoria Beckham, "Resentment", a faixa de encerramento da edição padrão, é uma balada soul rock suave acerca de uma despedida "corajosa e agitada que adiciona tipos diferentes de drama extenuado." "A canção da qual mais tenho orgulho é provavelmente 'Resentment'. Eu sinto que amadureci vocalmente, eu sinto todas as mudanças de acordes e harmonias bonitas, e as letras são algo do qual tenho muito orgulho," disse a artista em entrevista ao canal de televisão britânico Channel 4. Tal como a faixa anterior, em "Resentment" Beyoncé mostra um lado mais vulnerável enquanto canta sobre infidelidade e um namorado que trai e mente, segundo os versos "I've been crying for too long / What did you do to me? / You lied, you lied, you lied."
"Beautiful Liar", um dueto com a cantora colombiana Shakira que abre a edição deluxe, fala sobre duas mulheres que escolheram não terminar uma amizade por causa de um homem que as enganou, com o tema principal sendo a independência feminina. Tem elementos de bounce e música Latina, com sons de gemidos sendo audíveis no pano de fundo para complementar a melodia dirigida por sons de palmadas típicas de flamenco e guitarras. O tema contém ainda uma secção de trompas mariachi e instrumentos arábicos como o oud e o ney. "Welcome to Hollywood", uma música de R&B influenciada por disco, é a versão a solo de Beyoncé de "Hollywood" (2007), canção de Jay-Z na qual ela faz uma participação. Ela aborda o cansaço que as celebridades sentem devido a fama. "Flaws and All", a sétima faixa, é uma canção R&B e trip hop na qual a vocalista demonstra apreço pelo amor recebido pelo seu amado, que vê além de todos os seus defeitos e a ama incondicionalmente. "Still in Love (Kissing You)", mais tarde substituída por "If", é uma regravação da balada pop "Kissing You", originalmente gravada pela cantora e compositora britânica Des'ree. "If" é uma balada na qual a protagonista se decepciona pelo modo pelo qual o seu amado a trata e acha que até mesmo a sua melhor amiga a trata melhor e lhe dá mais atenção. O título de "World Wide Woman", uma canção de ritmo acelerado, é um trocadilho com o termo world wide web. A edição deluxe também inclui "Listen", canção gravada para a banda sonora de Dreamgirls.

## Lançamento e repercussão
O título do álbum é uma referência ao aniversário de Beyoncé, e a sua capa, revelada a 18 de Julho de 2006, apresenta a artista a olhar para o além usando um vestido dourado, brincos de argola dourados, delineador escuro nos olhos e o cabelo amarrado para cima. A capa da edição deluxe foi a mesma usada para "Déjà Vu" e B'Day Anthology Video Album, e apresenta a artista com um penteado inspirado na década de 1960 e maquilhagem semelhante à capa da edição padrão.

"É evidente que há um plano consistente com o intuito de semear caos em torno do lançamento do álbum B'Day de Beyoncé a 4 de setembro nos EUA. Primeiro, foi uma petição contra o single 'Déjà Vu', depois um boato sobre uma rixa entre Beyoncé e Rihanna, convulsões causadas pelo vídeo 'Ring the Alarm', lançamento de um single para competir com o álbum de LeToya e agora para adicionar a todos os rumores ridículos, tomei decisão de adiar o lançamento do seu álbum 'B'Day'. Qual será o próximo? Beyoncé cortou todo o seu cabelo? Tingiu-o de verde? Talvez ela esteja a cantar músicas [que de] trás-para-frente tenham alguma mensagem subliminar escondida."

— Declaração oficial de Matthew Knowles a retaliar contra uma suposta sabotagem ao lançamento de B'Day.
B'Day causou frenesim na indústria musical antes mesmo do seu lançamento. O vídeo musical de "Déjà Vu" gerou polêmica devido ao seu conteúdo sexualmente sugestivo. Segundo o jornal indiano Hindustan Times, uma cena em particular no vídeo sugere sexo oral, opinião partilhada por Natalie Y. Moore, da revista In These Times, que ainda escreveu que o vídeo mostra Beyoncé "a exibir a sua sexualidade" e "parece que a qualquer minuto ela vai realizar felação" em Jay-Z. Mais tarde, o vídeo foi incluso na lista dos piores de todos os tempos publicada pelo Yahoo! Music, que escreveu: "É provavelmente o vídeo menos horrível da lista ... mas, no que diz respeito aos vídeos de Beyoncé, é fedorento," fazendo menção à recepção negativa. Considerado "uma representação abaixo do esperado do talento e da qualidade dos projectos musicais anteriores de Beyoncé," de acordo com um relatório feito pela MTV News em Julho de 2006, mais de duas mil pessoas haviam assinado uma petição online dirigida à distribuidora Columbia a exigir uma regravação. Até ao fim do mês seguinte, um número acima de cinco mil pessoas novas havia assinado. Na lista de reclamações estavam, dentre várias, "falta de tema, edição estonteante, escolha de guarda-roupa exagerada e interações inaceitáveis" entre Beyoncé e Jay-Z. Os movimentos de dança "erráticos, confusos e às vezes alarmantes" da cantora foram também mencionados, com outros fãs reclamando sobre a "química sexual inexistente" entre os vocalistas.
Houve especulação que as letras de "Ring the Alarm" seriam sobre um suposto envolvimento amoroso entre a cantora barbadiana Rihanna, que naquele momento estava no início da sua carreira musical, com Jay-Z. Segundo o revelado pela imprensa mediática, Jay-Z havia sido fiel a Beyoncé até iniciar o triângulo amoroso com Rihanna, que desejou iniciar o relacionamento enquanto ele ainda estava com a sua esposa. Como comentado no The Village Voice por Tom Breihan, Beyoncé se aproveitou da "simpatia [das pessoas] e desencadeou uma explosão de fúria pública na forma de ['Ring the Alarm']." No entanto, em entrevista para o Seventeen, ela esclareceu que a letra não tinha conexão com Rihanna, acrescentando não ter conhecimento dos rumores que circulavam. A capa de "Ring the Alarm" contribuiu para a controvérsia existente devido ao uso de aligátores, uma ideia de Beyoncé. A organização Pessoas pelo Tratamento Ético dos Animais (PETA), visada à defesa dos direitos animais, contactou um biólogo que mais tarde escreveu uma carta endereçada à artista: "Como especialista em biologia e bem-estar de répteis, estou preocupado com a sua pose com um aligátor bebé apavorado na capa do seu novo álbum. Os humanos e aligátores não são companheiros naturais e não deveriam se misturar em eventos como sessões de fotos. Na minha opinião, isso é discutivelmente abusivo para um animal." A PETA já havia criticado a cantora no passado quando ela usou pelo animal no desenho de roupas da sua colecção de moda.
Uma outra controvérsia surgiu devido aos créditos de composição em "Irreplaceable". Ne-Yo, que concebeu a faixa, afirmou em entrevista à MTV: "Beyoncé, aparentemente, estava em um concerto algures e, antes da canção começar, disse, 'eu escrevi esta para todas as minhas mulheres' e então a canção iniciou ... A canção foi co-escrita, eu escrevi as letras, eu escrevi todas as letras, Beyoncé me ajudou com as melodias e as harmonias e o arranjo vocal e isso faz dela uma co-compositora, o que significa que a minha contribuição e a contribuição dela fizeram da canção o que ela é." Em 2011, Ne-Yo revelou ter escrito a música para si mesmo, mas pensou ser melhor para Beyoncé, algo que se arrepende. Alguns dos fãs de Beyoncé olharam para a declaração do compositor como desrespeitosa, no entanto, ele esclareceu o seu comentário através do Twitter: "Eu disse que originalmente escrevi a música para mim ... Assim que me apercebi como ela soaria cantada por um homem, decidi dá-la."

### Distribuição

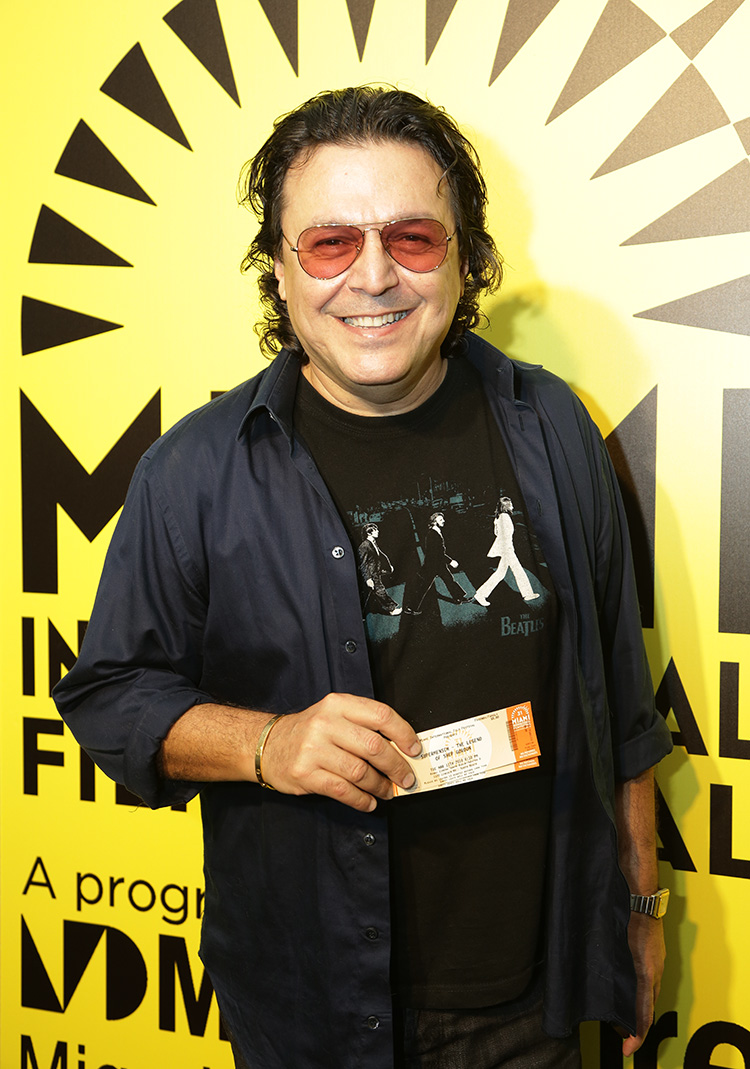
Beyoncé trabalhou com Rudy Pérez na regravação de canções de B'Day em castelhano.

Em colaboração com a Sony Urban Music e a Music World Entertainment, ambas versões físicas e digitais de B'Day foram divulgadas em mercados europeus seleccionados através da editora Columbia a 31 de Agosto de 2006. Em outros territórios, o lançamento ocorreu a 4 de setembro para que coincidisse com o aniversário de Beyoncé, à excepção da América do Norte, onde foi lançado a 5 de Setembro, e o Japão, a 6 de Setembro. Uma edição deluxe com faixas adicionais disponível em disco duplo foi lançada nos Estados Unidos a 3 de Abril de 2007. As faixas novas incluem "Amor Gitano", um dueto em castelhano com o cantor mexicano Alejandro Fernández usado na banda sonora da telenovela Zorro, la espada y la rosa; e regravações em castelhano de "Listen" (ré-intitulada "Oye"), "Irreplaceable" ("Irreemplazable") e "Beautiful Liar" ("Bello Embustero"). A ideia de regravar estas músicas em língua estrangeira emanou da experiência de Beyoncé de colaborar com Alejandro Sanz em "Quisiera Ser" (2000) enquanto ainda era membro de Destiny's Child. Para tais gravações, Beyoncé trabalhou com o produtor Rudy Pérez desejando de manter o mesmo sentimento das versões originais. Um extended play (EP) com todas as faixas em castelhano foi mais tarde lançado sob o título Irreemplazable (2008).
B'Day Anthology Video Album foi lançado em simultâneo com a edição deluxe e apresenta treze vídeos musicais, incluindo a versão do realizador de "Listen" e a  versão longa de "Get Me Bodied". A maioria dos vídeos filmados foram para acompanhar as canções de ritmo acelerado, vídeos estes caracterizados por temática retro, uso de cores e estilos de cabelo preto, como Beyoncé pensou que criaria uma semelhança entre ela e a personagem Deena Jones. A filmagem dos vídeos foi concluída em duas semanas, sob realização de Jake Nava, Anthony Mandler, Melina Matsoukas, Cliff Watts, Ray Kay, Sophie Muller, Diane Martel e a própria Beyoncé. Inicialmente, o álbum estava apenas disponível no Walmart, mas depois foi disponibilizado para outros varejistas. As canções em castelhano não foram inclusas em lançamentos internacionais da edição deluxe, sendo substituídas pelos treze vídeos musicais de B'Day Anthology Video Album.
Um álbum de vídeo bónus, BET Presents Beyoncé (2006), foi também lançado. Consiste em apresentações ao vivo no BET e vídeos musicais da sua carreira a solo.
Em 2007, uma foto de Beyoncé tirada da contracapa de B'Day apareceu em painéis publicitários e jornais em toda a Austrália. A imagem, na qual a artista segurava uma piteira antiquada, provocou um grupo antitabagista que afirmou que a artista não precisava usar o objecto "para parecer mais sofisticada." Três semanas após a divulgação desta imagem, o lançamento da edição deluxe do disco, bem como B'Day Anthology Video Album, foi temporariamente parado em lojas varejistas. Um processo de violação de direitos autorais foi arquivado devido à quebra de contracto pela regravação de "Kissing You" de Des'ree. O acordo legal com Des'ree estipulava que a faixa não deveria ser inclusa no álbum, o título da obra não deveria ser alterado, e um vídeo musical não deveria ser produzido. O processo culminou com a remoção e substituição da faixa por "If" e foi arquivado com trânsito em julgado em Outubro.

### Reconhecimento
Na 49.ª cerimónia anual dos prémios Grammy, decorrida na noite de 11 de Fevereiro de 2007, B'Day venceu na categoria "Melhor Álbum de R&B Contemporâneo", marcando a segunda vez que Beyoncé vencia nesta categoria. No mesmo ano, recebeu mais nomeações nas seguintes categorias: "Álbum de Soul/R&B Favorito" na cerimónia de prémios de música norte-americana, a qual perdeu para FutureSex/LoveSounds (2006) de Justin Timberlake; "Melhor Álbum" nos prémios de Imagem da Associação Nacional para o Progresso de Pessoas de Cor, a qual perdeu para a banda sonora de Dreamgirls; e "Álbum Internacional do Ano" nos Premios Oye!
Segundo o AllMusic e a revista Q, B'Day foi o terceiro melhor e o 72.° melhor álbum do ano, respectivamente. O periódico Village Voice classificou o projecto no número 79 da lista "Pazz & Jop 2006", enquanto o jornal britânico The Daily Telegraph incluiu-o na publicação dos 120 álbuns essenciais de música pop em 2008. O jornal The Daily News posicionou B'Day no terceiro lugar da lista dos álbuns indisputavelmente bons de 2006, descrevendo-o como uma compilação de hinos feministas. Em Abril de 2013, a revista Vibe posicionou B'Day no posto 41 da lista dos melhores álbuns lançados desde 1993, bem como o melhor álbum de festa lançado nos últimos vinte anos. Ainda no mesmo ano, a revista electrónica Entertainment Weekly posicionou o disco no posto 94 da lista dos cem melhores álbuns de todos os tempos e, dois anos depois, a revista Spin posicionou-o no posto 109 da lista dos trezentos melhores álbuns dos últimos trinta anos.
B'Day foi incluso no livro The Album: A Guide to Pop Music's Most Provocative, Influential, and Important Creations, escrito por James E. Perone e publicado em Outubro de 2012.

### Impacto e legado
Segundo um artigo publicado na revista electrónica The Boombox para celebrar o décimo aniversário do álbum, B'Day foi um "momento monumental para fãs de música em todo o mundo e elevaria Beyoncé de princesa à rainha completa no cenário musical." O escritor do artigo chamou o disco de "corpo de trabalho mais libertador de Beyoncé, e o seu impacto ainda se faz sentir dez anos depois." Em um outro artigo publicado na página online do canal de televisão Revolt no mesmo dia, B'Day foi visto como o "primeiro álbum visual DE VERDADE" de Beyoncé, como a artista viria a lançar mais tarde dois álbuns visuais — Beyoncé em 2013, e Lemonade em 2016 — e quase todas as canções do álbum tinham um vídeo musical acompanhante, "algo que não tínhamos visto antes". De acordo com o portal Music, Musings and Such, este aspecto viria a inspirar outros artistas a gravarem mais vídeos para canções dos seus álbuns. Ainda nesse dia, o portal EST. 1997 também publicou um artigo sobre o álbum no qual escreveu que os singles tornaram-se "partes essenciais" da cultura pop, e que "Get Me Bodied" está "cimentada como uma daquelas músicas tocada por um DJ para fazer o público dançar em um casamento."

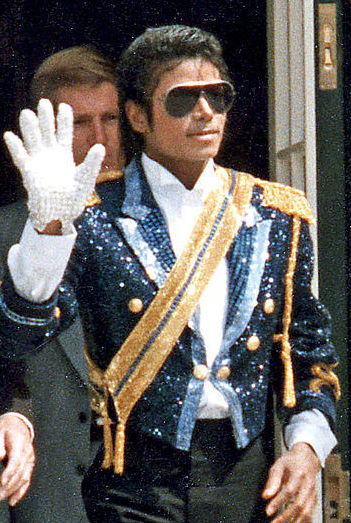
B'Day foi definido como uma "obra-prima" e posto em pé de igualdade com Thriller (1983), álbum de Michael Jackson.

Segundo Libby Tores, editora de um blogue independente da Universidade de Nova Iorque, B'Day foi o álbum "que definiu Beyoncé," expressando sentir que o disco, descrito por si como uma "obra-prima", é muitas vezes descartado pelos fãs da artista. "B'Day cria a plataforma para a versão actual de Beyoncé: destemida, em controle de si mesma e sua sexualidade, e confiante como uma artista. ... em B'Day, Beyoncé não teve que ser tão séria [quanto em Lemondade]. Ela acabava de sair de Destiny's Child enquanto o gravava, e essa liberdade permitiu-a se divertir e explorar enquanto criava um projecto magnígico que resistiu a todos os testes do tempo." Também celebrando o décimo aniversário do disco em um artigo publicado na revista Fuse, Michael Arceneaux afirmou que embora goste de todos os primeiros seis trabalhos de Beyoncé, "nada faz a minha mente, corpo e twerk reagir do jeito que o seu segundo álbum faz. [...] B'Day foi uma colisão de energia alta, batidas fortíssimas, e uma intensidade previamente demonstradas em um punhado de faixas solo e de grupo mas não formuladas completamente até este momento." Uma outra editora da revista fez uma lista na qual organizava as canções do disco da melhor à pior.
Ao fazer uma comparação com os trabalhos subsequentes da artista em uma retrospectiva para a coluna From the Record Crate da página The Young Folks, Melody Danielle Rice opinou que B'Day contrasta por não ter um tema de foco, todavia "é particularmente especial. Metade das suas dez faixas foram lançadas como singles (seis se você incluir o single promocional "Upgrade U"), e as outras poderiam facilmente ser igualmente lançadas como tal. Similarmente a Thriller, é um album pop construído tão cautelosamente que até mesmo as faixas mais fracas são merecedoras de [serem reproduzidas na] rádio." Rice concluiu declarando que "Irreplaceable" é uma das melhores canções de Beyoncé. Lisa Brown opinou que se não fosse por B'Day, "nós não teríamos a [Beyoncé] maravilhosamente ágil que temos hoje" no artigo que escreveu para o portal Observer. "O álbum foi tão drasticamente divergente, recusando-se a assentar de jeito nenhum, ou até mesmo a produzir singles de Hot 100 cuidadosamente embalados, que alguns não sabiam o que fazer da carreira a solo de Beyoncé, mas uma coisa estava certa: não havia maneira alguma de ela ser descartada."
"Embora não [comercialmente] bem sucedido nem bem manufacturado quanto Dangerously in Love, B'Day serviu como o primeiro passo da evolução de Beyoncé até [se tornar] mulher e viu-a abandonar a sua inocência para que assumisse a persona mais marota, madura e sensual que iria adoptar em lançamentos subsequentes e ao longo da sua carreira. Embora seja quase impossível declarar qual álbum de Beyoncé é o seu melhor, B'Day é de longe o seu corpo de trabalho mais libertador e o seu impacto ainda se faz sentir dez anos depois."
— A revista electrónica The Boombox na sua análise de B'Day no seu décimo aniversário.
Igualmente chamado de o primeiro "álbum visual" de Beyoncé, B'Day Anthology Video Album também recebeu um artigo pelo portal EST. 1997 a 3 de Abril de 2017, o décimo aniversário do seu lançamento. Segundo o artigo, o álbum de vídeo "lançou as bases para que Beyoncé se tornasse a artista visual pioneira reverenciada hoje." No mesmo dia, a revista musical Billboard publicou um artigo no qual o editor Da'Shan Smith comentou sobre os melhores dez trajes usados pela cantora nos vídeos musicais, afirmando: "O projecto mostrou ao público alguns dos trajes mais icónicos da cantora. Em cada imagem na qual ela aparece, Beyoncé transpira uma confiança radiante combinada com roupas e trajes impressionantes." O canal de televisão VH1 publicou um artigo similar na sua página online. Smith, em um outro artigo publicado pela revista Vibe, classificou todos os treze telediscos do pior ao melhor, afirmando que B'Day Video Anthology Album "deve ser relembrado como um artefacto importante da cultura pop. Como foi dito antes, é o patriarca da paixão de Beyoncé por fornecer aos fãs as sequências visuais necessárias para que possam contar a história de um álbum. Imagine um B'Day sem o seu Anthology — embora as faixas de go-go e funk já tinham deixado uma boa impressão através de apenas reproduções em áudio, o visual fez o disco ganhar vida."

## Recepção crítica
Em geral, B'Day foi recebido com opiniões positivas por críticos especialistas em música contemporânea. O Metacritic, um sítio musical que atribui uma classificação normalizada de cem a opiniões críticas, atribuiu ao projecto uma pontuação média de setenta — o que indica "em geral, opiniões favoráveis" — com base em 23 avaliações, das quais treze foram positivas e dez foram mistas. O portal Album of the Year atribuiu ao álbum a pontuação de 68 a partir de um máximo de cem com base em quinze resenhas.
| Críticas profissionais | Críticas profissionais |
| Pontuações agregadas   | Pontuações agregadas   |
| Fonte                  | Avaliação              |
| ---------------------- | ---------------------- |
| Metacritic             | 70/100                 |
| Avaliações da crítica  |                        |
| Fonte                  | Avaliação              |
| AllMusic               | [ 16 ]                 |
| Blender                | [ 113 ]                |
| Entertainment Weekly   | B+                     |
| The Guardian           | [ 35 ]                 |
| MSN Music              | A-                     |
| The New York Times     | (mista)                |
| NME                    | 5/10                   |
| Pitchfork              | 7.2/10                 |
| Rolling Stone          | [ 14 ]                 |
| Slant Magazine         | [ 39 ]                 |

Escrevendo para a revista electrónica Entertainment Weekly, Jody Rosen comentou que as músicas do disco "chegam até nós em grandes rajadas de ritmo e emoção, com a voz de Beyoncé a ondular sobre as batidas algazarrantes." Jonah Weiner, para a revista Blender, comentou que "os temas abrasadores de ritmo acelerado revelam ser a melhor plataforma para as frases de rapper de Beyoncé e as bolas de fogo pavoneantes." Embora tenha sentido que "nenhuma música tenha a elegância suave" de "Me, Myself and I" ou "Be with You" — ambas faixas de Dangerously in Love — na sua resenha para o portal AllMusic, Andy Kellman achou B'Day "de má qualidade, mas de uma forma benéfica." Sarah Rodman, para o jornal The Boston Globe, comentou que a equipa de produção ajudou a cantora a "concentrar-se em faixas mais ousadas que levam a sua [voz] doce de soprano a novos lugares." Caroline Sullivan, para o jornal britânico The Guardian, opinou que "com a excepção de alguns temas pop-R&B, não há muito a não gostar em B'Day," enquanto Robert Christgau, para a coluna musical do portal MSN, disse que "na maior parte [das canções], ela [Beyoncé] expressa sentir-se injustiçada, porém, ainda no controle porque tem muito dinheiro." Escrevendo para a New York Magazine, Ben Williams opinou que B'Day "não é apenas o melhor álbum da carreira de Beyoncé, mas também o seu primeiro trabalho verdadeiramente maduro. B'Day, em contraste [com Dangerously in Love], coloca canções de dança turbulentas uma após a outra. Não obstante, deixa espaço para que ela adicione vulnerabilidade ao seu repertório."
"Enquanto a estreia de Beyoncé tenha se sucedido bem na sua diversidade, se bem que tenha sido um trabalho de uma artista nova a tentar encontrar a sua voz, B'Day soa como o álbum inicialmente previsto através de "Crazy in Love". As baladas estão empilhadas próximas ao fim [do disco] e, como resultado, são fáceis de serem dispensadas como reflexões tardias. [...] Beyoncé ainda tem de provar se tem ou não a capacidade de transmitir a força emocional de um Miseducation ou até mesmo de um Butterfly... então, por enquanto, teremos que sossegar-nos alegremente pelo prazer secreto de vestidos freakum acrílicos."
— O crítico Sal Cinquemani na sua análise de B'Day para a Slant Magazine.
Em uma revisão mista para o jornal The New York Times, Jon Pareles achou o disco "tenso, nervoso e obsessivo", dizendo que não é "atraente nem sedutor." Richard Cromelin, para o jornal Los Angeles Times, observou que Beyoncé "entra em um terreno novo e mais desafiador," mas "algumas das experiências não batem." Embora tenha considerado o álbum "sólido" na sua resenha para a página online PopMatters, Mike Joseph achou que "além de seu tempo de execução relativamente curto, parece suspeitosamente sob produzido." Brian Hiatt, para a revista musical Rolling Stone, afirmou que "embora não falte energia ao disco de ritmo maioritariamente acelerado, algumas das faixas mais conduzidas por batidas sabem harmónica e melodicamente mal cozidas, com ganchos que não chegam aos pés de 'Crazy in Love' ou os maiores êxitos de Destiny's Child." Priya Elan, para a revista NME, citou apenas "Freakum Dress" e "Ring the Alarm" como destaques e criticou que "muitas faixas soam como versões actualizadas de êxitos antigos," sem alguma canção em pé de igualdade com "Crazy in Love". Ela terminou a sua resenha atribuindo ao álbum a avaliação de cinco de um máximo de dez. Sal Cinquemani, da Slant Magazine, elogiou a escolha de "Ring the Alarm" como single, todavia, criticou a canção por não ser memorável.

## Promoção e divulgação

### Singles
"Déjà Vu" foi lançado no final de Junho de 2006 como o primeiro single, alcançando o número quatro da tabela oficial de canções dos Estados Unidos e liderando a do Reino Unido. Na 49.ª cerimónia anual dos prémios Grammy, recebeu nomeações nas categorias "Melhor Colaboração Rap/Cantada", "Melhor Canção de R&B" e "Melhor Canção Remisturada, Não-Clássica", esta última pela remistura do grupo Freemasons. "Ring the Alarm" foi lançado como o segundo single apenas nos Estados Unidos, sendo enviado às principais estações de rádio de música urbana contemporânea a 10 de Setembro de 2006. Em geral, a crítica especialista em música fez análises mistas ao trabalho, com alguns elogiando a decisão da artista de assumir riscos em um som novo, e outros criticando os vocais "agressivos". Nos Estados Unidos tornou-se na estreia mais alta da carreira da artista na tabela de canções, no número doze. "Irreplaceable" foi distribuído em mercados internacionais como o segundo single de B'Day, com vários analistas musicais declarando-a a melhor faixa do projecto. A canção foi a única a conseguir liderar a tabela de canções dos Estados Unidos, posição na qual permaneceu por dez semanas consecutivas. Conseguiu também alcançar o primeiro posto na Austrália, Irlanda e Nova Zelândia. No mundo, foi o décimo single mais comercializado em plataformas digitais em 2007, com mais de quatro milhões de unidades movidas. Na quinquagésima cerimónia anual dos prémios Grammy, "Irreplaceable" recebeu uma nomeação para "Gravação do Ano".

"Quando a compus, eu disse 'três melhores amigas' porque eu estava a pensar nelas. Fazem-me rir tanto, e somos tão parvas juntas. Tipo, nós estamos mesmo a fingir que somos ferozes mas, entre tomadas, rimo-nos [fartosamente] das nossas brincadeiras de amigas."

— Beyoncé a falar sobre "Get Me Bodied" durante a filmagem do seu vídeo musical em entrevista à Billboard.
"Beautiful Liar" foi lançado como single para promover a edição deluxe de B'Day. A canção registou o maior movimento ascendente da história da tabela de canções dos Estados Unidos, saindo do número 94 para o terceiro, e recebeu uma nomeação na categoria Melhor Colaboração Pop com Vocais nos prémios Grammy em 2008. Além disso, alcançou um sucesso ainda maior na Europa, onde liderou tabelas de treze países, incluindo a França, Alemanha e Espanha. O quinto single a ser lançado foi "Get Me Bodied", cujo vídeo musical apresenta participações de Solange Knowles, Kelly Rowland e Michelle Williams. Atingiu o seu pico no posto 46 em Novembro de 2013 após um vídeo de uma mulher chamada Deborah Cohen e seus médicos a dançarem ao som da canção, antes de Cohen ser submetida a uma mastectomia dupla, ter sido publicado e viralizado no YouTube. Em 2011, uma nova versão intitulada "Move Your Body" foi lançada como parte de uma campanha iniciada pela primeira-dama Michelle Obama e a National Association of Broadcasters Education Foundation com o objectivo de combater a obesidade infantil. Embora originalmente planeado para ser lançado como o segundo single internacional, "Green Light" foi eventualmente distribuído como o sexto e último single no Reino Unido no fim de Julho de 2007. O seu lançamento limitado impediu que a canção conseguisse alcançar sucesso comercial significante; não obstante, uma remistura produzida pelos Freemasons conseguiu alcançar as vinte melhores posições no Reino Unido.
Embora não tenham sido divulgadas como singles, "Upgrade U", "Kitty Kat" e "Freakum Dress" conseguiram fazer entradas em tabelas musicais nos Estados Unidos. A primeira, distribuída apenas como single promocional em território norte-americano, alcançou os números 59 e onze na tabelas oficial de canções e na de canções R&B/Hip-Hop, respectivamente, enquanto a segunda alcançou o posto 66 da tabela de canções R&B/Hip-Hop. A última, originalmente uma escolha para o segundo single internacional, e atingiu o número 25 da Bubbling Under Hot 100 Singles, uma extensão de 25 canções da tabela oficial de canções.

### Apresentações ao vivo

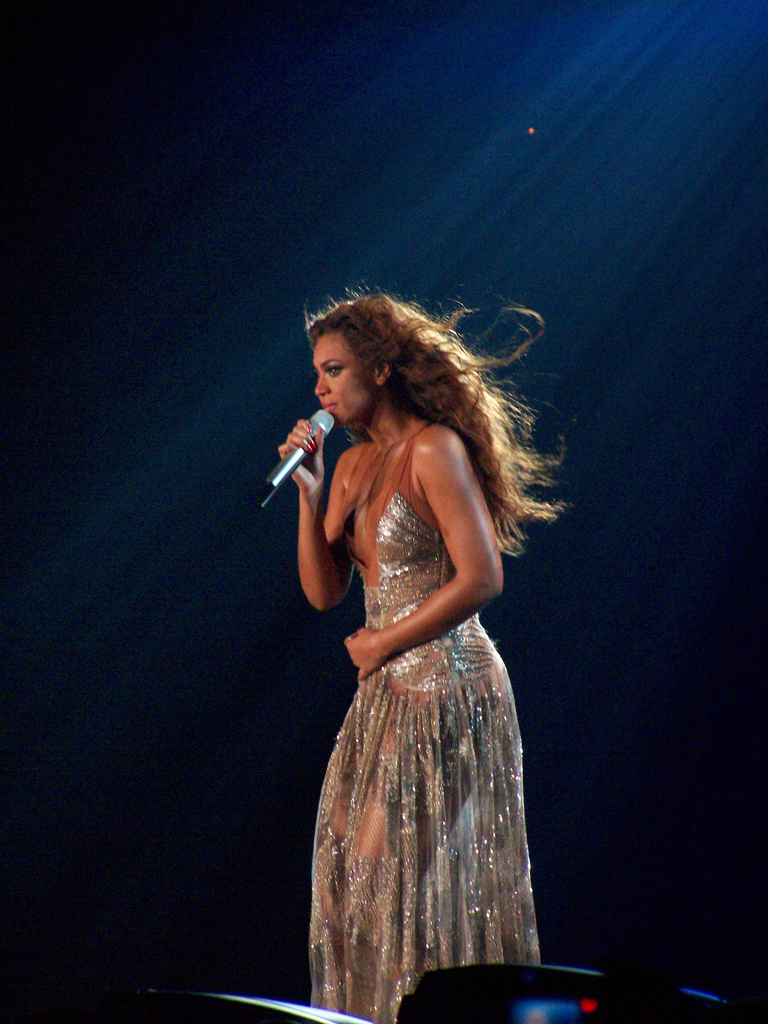
Beyoncé a se apresentar na paragem da The Beyoncé Experience em Barcelona, Espanha.

"Déjà Vu" foi interpretada ao vivo com Jay-Z na cerimónia de entrega de prémios do BET, decorrida a 27 de Junho de 2006. Na cerimónia dos prémios de vídeos musicais da MTV a 31 de Agosto seguinte, "Ring the Alarm" foi interpretada em um desempenho inspirado pelo vídeo musical de "Rhythm Nation" (1989), canção de Janet Jackson. A 5 de Setembro, Beyoncé fez uma aparição no Total Request Live, programa de televisão transmitido ao vivo. Em um episódio de The Ellen DeGeneres Show transmitido no mesmo dia, a artista cantou "Déjà Vu" e "Irreplaceable". "Déjà Vu" foi novamente interpretada no evento de caridade Fashion Rocks três dias depois e em um episódio de Good Morning America transmitido no mesmo dia, juntamente com "Crazy in Love", "Green Light", "Ring the Alarm", e "Irreplaceable". No Reino Unido, as canções "Irreplaceable", "Ring the Alarm" e "Crazy in Love" foram interpretadas no programa de televisão Popworld a 27 de Outubro de 2006.
Beyoncé abriu a cerimónia dos prémios de música mundiais a 15 de Novembro a interpretar "Déjà Vu" e "Ring the Alarm"; "Irreplaceable" foi cantada mais tarde nesta cerimónia e ainda na cerimónia de prémios de música norte-americana seis dias depois, e no The Today Show a 4 de Dezembro juntamente com "Listen", que foi novamente cantada na 49.ª cerimónia anual dos prémios Grammy a 11 de Fevereiro de 2007 e na 79.ª cerimónia anual dos Óscares a 25 de Fevereiro, desta vez com Jennifer Hudson. A versão em espanglês de "Irreplaceable" e "Green Light" foram apresentadas no The Today Show a 2 de Abril, enquanto "Beautiful Liar" foi cantada no episódio do The Early Show emitido quatro dias depois. A 26 de Junho, Beyoncé interpretou "Get Me Bodied" na cerimónia de entrega de prémios do BET, onde a sua irmã e as suas duas ex-colegas de banda fizeram uma reunião.
De modo a promover o álbum, Beyoncé embarcou em uma digressão mundial intitulada The Beyoncé Experience, decorrida de Abril a Novembro de 2007 e recebida com aclamação por analistas de concertos musicais tanto pelo desempenho quanto a voz.

## Alinhamento de faixas

### Edição padrão
| B'Day — Edição padrão |                                         | |                                                     |         |  |
| N.º                   | Título                                  | Compositor(es)                                                                                              | Produtor(es)                                        | Duração |  |
| 1.                    | "Déjà Vu" (com participação de Jay-Z)   | Beyoncé Knowles Rodney Jerkins Delisha Thomas Makeba Riddick Keli Nicole Price Shawn Carter                 | Darkchild B. Knowles                                | 4:00    |  |
| 2.                    | "Get Me Bodied"                         | B. Knowles Solange Knowles Kasseem Dean Sean Garrett M. Riddick Angela Beyincé                              | Swizz Beatz B. Knowles S. Garrett                   | 3:25    |  |
| 3.                    | "Suga Mama"                             | B. Knowles Rich Harrison M. Riddick Chuck Middleton                                                         | R. Harrison B. Knowles                              | 3:26    |  |
| 4.                    | "Upgrade U" (com participação de Jay-Z) | B. Knowles A. Beyincé S. Knowles Mathew Knowles M. Riddick S. Garrett S. Carter Willie Clarke Clarence Reid | S. Beatz Cameron Wallace B. Knowles S. Garrett      | 4:33    |  |
| 5.                    | "Ring the Alarm"                        | B. Knowles K. Dean S. Garrett                                                                               | S. Beatz B. Knowles S. Garrett                      | 3:23    |  |
| 6.                    | "Kitty Kat"                             | B. Knowles Pharrell Williams S. Carter                                                                      | The Neptunes B. Knowles                             | 3:56    |  |
| 7.                    | "Freakum Dress"                         | B. Knowles R. Harrison A. Beyincé M. Riddick                                                                | R. Harrison B. Knowles                              | 3:21    |  |
| 8.                    | "Green Light"                           | B. Knowles P. Williams S. Garrett                                                                           | The Neptunes B. Knowles                             | 3:30    |  |
| 9.                    | "Irreplaceable"                         | Shaffer Smith Mikkel Storleer Eriksen Tor Erik Hermansen Espen Lind Amund Bjørklund B. Knowles              | Stargate B. Knowles Ne-Yo [ n 7 ]                   | 3:49    |  |
| 10.                   | "Resentment"                            | B. Knowles Walter Millsap III Candice Nelson Curtis Mayfield                                                | W. Millsap III B. Knowles [ n 8 ] C. Nelson [ n 7 ] | 4:42    |  |
| Duração total:        | Duração total:                          | Duração total:                                                                                              | Duração total:                                      | 38:02   |  |

| B'Day — Faixas bónus [América do Norte] |                                |                                                   |                            |         |  |
| N.º                                     | Título                         | Compositor(es)                                    | Produtor(es)               | Duração |  |
| 11.                                     | "Encore for the Fans"          |                                                   |                            | 0:39    |  |
| 12.                                     | "Listen" (do filme Dreamgirls) | B. Knowles Henry Krieger Scott Cutler Anne Preven | The Underdogs · B. Knowles | 3:38    |  |
| 13.                                     | "Get Me Bodied" (Extended Mix) |                                                   |                            | 5:59    |  |
| Duração total:                          | Duração total:                 | Duração total:                                    | Duração total:             | 47:38   |  |

| B'Day — DVD bónus da versão internacional [iTunes Store] e europeia [Amazon] |                                       |                |         |  |
| N.º                                                                          | Título                                | Realizador(a)  | Duração |  |
| 14.                                                                          | "Déjà Vu" (com participação de Jay-Z) | Sophie Muller  | 4:01    |  |
| 15.                                                                          | "Behind the Scenes"                   | Ed Burke       | 17:39   |  |
| Duração total:                                                               | Duração total:                        | Duração total: | 59:42   |  |

| B'Day — Faixas bónus da edição internacional |                                                       |                 |                             |         |  |
| N.º                                          | Título                                                | Compositor(es)  | Produtor(es)                | Duração |  |
| 11.                                          | "Check on It" (com participação de Bun B e Slim Thug) | · Stayve Thomas | S. Beatz B. Knowles [ n 8 ] | 3:30    |  |
| 12.                                          | "Encore for the Fans"                                 |                 |                             | 0:39    |  |
| 13.                                          | "Listen" (do filme Dreamgirls)                        |                 |                             | 3:38    |  |
| 14.                                          | "Get Me Bodied"                                       |                 |                             | 5:59    |  |
| Duração total:                               | Duração total:                                        | Duração total:  | Duração total:              | 51:08   |  |

| B'Day — Faixas bónus de pré-compra da edição internacional e edição da Nova Zelândia [iTunes Store] |                |                               |                                |         |  |
| N.º                                                                                                 | Título         | Compositor(es)                | Produtor(es)                   | Duração |  |
| 11.                                                                                                 | "Lost Yo Mind" | B. Knowles K. Dean S. Garrett | S. Beatz B. Knowles S. Garrett | 3:47    |  |
| Duração total:                                                                                      | Duração total: | Duração total:                | Duração total:                 | 41:49   |  |

| B'Day — Faixas bónus da edição japonesa |                |                                   |                |         |  |
| N.º                                     | Título         | Compositor(es)                    | Produtor(es)   | Duração |  |
| 11.                                     | "Creole"       | B. Knowles M. Riddick R. Harrison | R. Harrison    | 3:52    |  |
| Duração total:                          | Duração total: | Duração total:                    | Duração total: | 41:54   |  |

| B'Day — Faixas bónus da edição exclusiva do Circuit City (#89493) |                |                                                                            |                      |         |  |
| N.º                                                               | Título         | Compositor(es)                                                             | Produtor(es)         | Duração |  |
| 11.                                                               | "Back Up"      | Anesha Birchett LaShawn Daniels Fred Jenkins III R. Jerkins Delisha Thomas | Darkchild B. Knowles | 3:27    |  |
| Duração total:                                                    | Duração total: | Duração total:                                                             | Duração total:       | 41:29   |  |

| B'Day — Faixas bónus do Reino Unido |                                                       |         |  |
| N.º                                 | Título                                                | Duração |  |
| 11.                                 | "Check on It" (com participação de Bun B e Slim Thug) | 3:30    |  |
| 12.                                 | "Déjà Vu" (com participação de Jay-Z)                 | 3:52    |  |
| 13.                                 | "Encore for the Fans"                                 | 0:39    |  |
| 14.                                 | "Listen" (do filme Dreamgirls)                        | 3:38    |  |
| 15.                                 | "Get Me Bodied"                                       | 5:59    |  |
| Duração total:                      | Duração total:                                        | 55:31   |  |

### EdiçãoDeluxe
| B'Day — Edição deluxe [América do Norte]: Disco 1 |                                                                 |                                                                   |                                                           |         |  |
| N.º                                               | Título                                                          | Compositor(es)                                                    | Produtor(es)                                              | Duração |  |
| 1.                                                | "Beautiful Liar" (com Shakira)                                  | M. S. Eriksen T. E. Hermansen B. Knowles Amanda Ghost Ian Dech    | Stargate B. Knowles Shakira [ n 9 ] Eduardo Cabra [ n 9 ] | 3:19    |  |
| 2.                                                | "Irreplaceable"                                                 |                                                                   |                                                           | 3:47    |  |
| 3.                                                | "Green Light"                                                   |                                                                   |                                                           | 3:30    |  |
| 4.                                                | "Kitty Kat"                                                     |                                                                   |                                                           | 3:55    |  |
| 5.                                                | "Welcome to Hollywood"                                          | B. Knowles S. Carter Reggie Perry S. Smith                        | Syience B. Knowles                                        | 3:18    |  |
| 6.                                                | "Upgrade U" (com participação de Jay-Z)                         |                                                                   |                                                           | 4:32    |  |
| 7.                                                | "Flaws and All"                                                 | S. Smith Robert Shea Taylor B. Knowles S. Knowles                 | Shea Taylor B. Knowles Ne-Yo [ n 7 ]                      | 4:08    |  |
| 8.                                                | "World Wide Woman"                                              | B. Knowles M. Riddick A. Beyincé L. Daniels R. Jerkins S. Garrett | Darkchild B. Knowles                                      | 3:41    |  |
| 9.                                                | "Get Me Bodied" (Extended Mix)                                  |                                                                   |                                                           | 6:18    |  |
| 10.                                               | "Still in Love (Kissing You)" (mais tarde substituída por "If") | B. Knowles Desree Weekes Timothy Atack                            | B. Knowles Nellee Hooper                                  | 3:18    |  |
| 11.                                               | "Freakum Dress"                                                 |                                                                   |                                                           | 3:20    |  |
| 12.                                               | "Suga Mama"                                                     |                                                                   |                                                           | 3:24    |  |
| 13.                                               | "Déjà Vu" (com participação de Jay-Z)                           |                                                                   |                                                           | 4:00    |  |
| 14.                                               | "Ring the Alarm"                                                |                                                                   |                                                           | 3:23    |  |
| 15.                                               | "Resentment"                                                    |                                                                   |                                                           | 4:40    |  |
| 16.                                               | "Listen" (do filme Dreamgirls)                                  |                                                                   |                                                           | 3:38    |  |
| Duração total:                                    | Duração total:                                                  | Duração total:                                                    | Duração total:                                            | 59:11   |  |

| B'Day — Versão do Best Buy: Disco 1 |                                                                 |                                  |                         |         |  |
| N.º                                 | Título                                                          | Compositor(es)                   | Produtor(es)            | Duração |  |
| 8.                                  | "Still in Love (Kissing You)" (mais tarde substituída por "If") |                                  |                         | 3:18    |  |
| 9.                                  | "Get Me Bodied" (Extended Mix)                                  |                                  |                         | 6:18    |  |
| 10.                                 | "Freakum Dress"                                                 |                                  |                         | 3:20    |  |
| 11.                                 | "Suga Mama"                                                     |                                  |                         | 3:24    |  |
| 12.                                 | "Déjà Vu" (com participação de Jay-Z)                           |                                  |                         | 4:00    |  |
| 13.                                 | "Ring the Alarm"                                                |                                  |                         | 3:23    |  |
| 14.                                 | "Resentment"                                                    |                                  |                         | 4:40    |  |
| 15.                                 | "Listen" (do filme Dreamgirls)                                  |                                  |                         | 3:38    |  |
| 16.                                 | "World Wide Woman" (faixa escondida)                            |                                  |                         |         |  |
| 17.                                 | "My First Time" (faixa escondida)                               | B. Knowles P. Williams Chad Hugo | The Neptunes B. Knowles | 4:25    |  |
| Duração total:                      | Duração total:                                                  | Duração total:                   | Duração total:          | 63:36   |  |

| B'Day — Edição deluxe [América do Norte]: Disco 2 |                                                           |                                                                                 | |         |  |
| N.º                                               | Título                                                    | Compositor(es)                                                                  | Produtor(es)                                                                                                | Duração |  |
| 1.                                                | "Amor Gitano" (com Alejandro Fernández)                   | B. Knowles Jaime Flores Reyli Barber                                            | Rudy Pérez B. Knowles                                                                                       | 3:48    |  |
| 2.                                                | "Oye"                                                     | B. Knowles H. Krieger S. Cutler A. Preven R. Pérez                              | The Underdogs B. Knowles R. Pérez [ n 8 ]                                                                   | 3:41    |  |
| 3.                                                | "Irreemplazable"                                          | S. Smith M. S. Eriksen T. E. Hermansen E. Lind A. Bjørklund B. Knowles R. Pérez | Stargate B. Knowles Ne-Yo [ n 7 ] R. Pérez [ n 8 ]                                                          | 3:48    |  |
| 4.                                                | "Bello Embustero"                                         | M. S. Eriksen T. E. Hermansen B. Knowles A. Ghost I. Dench R. Pérez             | Stargate B. Knowles Shakira [ n 9 ] [ n 8 ] E. Cabra [ n 9 ] Olgui Chirino [ n 8 ] R. Pérez [ n 9 ] [ n 8 ] | 3:20    |  |
| 5.                                                | "Beautiful Liar" (Remix) (com Shakira)                    | M. S. Eriksen T. E. Hermansen B. Knowles A. Ghost I. Dench R. Pérez             | Stargate B. Knowles Shakira [ n 9 ] [ n 8 ] E. Cabra                                                        | 3:01    |  |
| 6.                                                | "Beautiful Liar" (versão em espanglês) (com Sasha Fierce) | M. S. Eriksen T. E. Hermansen B. Knowles A. Ghost I. Dench R. Pérez             | Stargate B. Knowles Shakira [ n 9 ] [ n 8 ] E. Cabra [ n 9 ] Olgui Chirino [ n 8 ] R. Pérez [ n 9 ] [ n 8 ] | 3:21    |  |
| 7.                                                | "Irreemplazable" (Remix de Norteña)                       | S. Smith M. S. Eriksen T. E. Hermansen E. Lind A. Bjørklund B. Knowles R. Pérez | Stargate B. Knowles Ne-Yo [ n 7 ] R. Pérez [ n 8 ] Norteña [ n 8 ]                                          |         |  |
| Duração total:                                    | Duração total:                                            | Duração total:                                                                  | Duração total:                                                                                              | 20:19   |  |

| B'Day — Versão internacional: Disco 1 |                                                       |                                                   |                     |         |  |
| N.º                                   | Título                                                | Compositor(es)                                    | Produtor(es)        | Duração |  |
| 1.                                    | "Beautiful Liar" (com Shakira)                        |                                                   |                     | 3:19    |  |
| 2.                                    | "Irreplaceable"                                       |                                                   |                     | 3:47    |  |
| 3.                                    | "Green Light"                                         |                                                   |                     | 3:30    |  |
| 4.                                    | "Kitty Kat"                                           |                                                   |                     | 3:55    |  |
| 5.                                    | "Welcome to Hollywood"                                |                                                   |                     | 3:18    |  |
| 6.                                    | "Upgrade U" (com participação de Jay-Z)               |                                                   |                     | 4:32    |  |
| 7.                                    | "Flaws and All"                                       |                                                   |                     | 4:08    |  |
| 8.                                    | "If"                                                  | B. Knowles S. Smith M. S. Eriksen T. E. Hermansen | Stargate B. Knowles | 3:19    |  |
| 9.                                    | "Get Me Bodied" (Extended Mix)                        |                                                   |                     | 6:18    |  |
| 10.                                   | "Freakum Dress"                                       |                                                   |                     | 3:20    |  |
| 11.                                   | "Suga Mama"                                           |                                                   |                     | 3:24    |  |
| 12.                                   | "Déjà Vu" (com participação de Jay-Z)                 |                                                   |                     | 4:00    |  |
| 13.                                   | "Ring the Alarm"                                      |                                                   |                     | 3:23    |  |
| 14.                                   | "Resentment"                                          |                                                   |                     | 4:40    |  |
| 15.                                   | "Listen" (do filme Dreamgirls)                        |                                                   |                     | 3:38    |  |
| 16.                                   | "World Wide Woman"                                    |                                                   |                     | 3:41    |  |
| 17.                                   | "Check on It" (com participação de Bun B e Slim Thug) |                                                   |                     | 3:30    |  |
| 18.                                   | "Amor Gitano" (com Alejandro Fernández)               |                                                   |                     | 3:48    |  |
| 19.                                   | "Beautiful Liar" (Remix) (com Shakira)                |                                                   |                     | 3:00    |  |
| Duração total:                        | Duração total:                                        | Duração total:                                    | Duração total:      | 69:10   |  |

| B'Day — Faixas bónus da iTunes Store e Amazon.com [Reino Unido] |                |         |  |
| N.º                                                             | Título         | Duração |  |
| 20.                                                             | "Creole"       | 3:53    |  |
| Duração total:                                                  | Duração total: | 73:03   |  |

| B'Day — Versão japonesa |                                                       |         |  |
| N.º                     | Título                                                | Duração |  |
| 16.                     | "Check on It" (com participação de Bun B e Slim Thug) | 3:30    |  |
| 17.                     | "Creole"                                              | 3:52    |  |
| 18.                     | "World Wide Woman"                                    | 3:41    |  |
| Duração total:          | Duração total:                                        | 66:14   |  |

| B'Day — Versão da América Latina (#88697083912) |                                         |         |  |
| N.º                                             | Título                                  | Duração |  |
| 17.                                             | "Amor Gitano" (com Alejandro Fernández) | 3:48    |  |
| 18.                                             | "Irreemplazable"                        | 3:48    |  |
| 19.                                             | "Oye"                                   | 3:41    |  |
| 20.                                             | "Bello Embustero"                       | 3:20    |  |
| Duração total:                                  | Duração total:                          | 73:29   |  |

| B'Day — DVD bónus da versão internacional |                                                     |                             |         |  |
| N.º                                       | Título                                              | Realizador(es)              | Duração |  |
| 1.                                        | "Beautiful Liar" (com Shakira)                      | Jake Nava B. Knowles        | 3:34    |  |
| 2.                                        | "Irreplaceable"                                     | Anthony Mandler             | 4:17    |  |
| 3.                                        | "Kitty Kat"                                         | Melina Matsoukas B. Knowles | 1:03    |  |
| 4.                                        | "Green Light"                                       | M. Matsoukas                | 3:31    |  |
| 5.                                        | "Upgrade U" (com a participação de Jay-Z)           | M. Matsoukas · B. Knowles   | 4:38    |  |
| 6.                                        | "Flaws and All"                                     | Cliff Watts B. Knowles      | 4:14    |  |
| 7.                                        | "Get Me Bodied" (Extended Mix)                      | A. Mandler B. Knowles       | 6:42    |  |
| 8.                                        | "Freakum Dress"                                     | Ray Kay B. Knowles          | 3:21    |  |
| 9.                                        | "Suga Mama"                                         | M. Matsoukas B. Knowles     | 3:37    |  |
| 10.                                       | "Déjà Vu" (com participação de Jay-Z)               | S. Muller                   | 4:06    |  |
| 11.                                       | "Ring the Alarm"                                    | S. Muller                   | 3:33    |  |
| 12.                                       | "Listen" (ao vivo)                                  | Diane Martel                | 3:49    |  |
| 13.                                       | "Still in Love (Kissing You)" (mais tarde removida) | C. Watts B. Knowles         | 4:41    |  |
| 14.                                       | "Créditos"                                          |                             | 0:51    |  |
| 15.                                       | "Behind the Scenes"                                 | E. Burke                    | 17:39   |  |
| Duração total:                            | Duração total:                                      | Duração total:              | 66:56   |  |

Amostras
- "Suga Mama" usa uma amostra de "Searching for Soul", gravada por Jake Wade and the Soul Searchers e composta por Chuck Middleton.
- "Upgrade U" usa uma amostra de "Girls Can't Do What the Guys Do", gravada por Betty Wright e composta por Willie Clarke e Clarence Reid.
- "Resentment" usa uma amostra de "Think (Instrumental)", gravada por Curtis Mayfield e co-composta por Candice Nelson.

## Equipe e colaboradores
Os créditos seguintes foram adaptados do encarte do álbum B'Day (2006):
| Estúdios de gravação - Nova Iorque, Nova Iorque: Sony Music Studios; - Aspen, Colorado: Great Divide Studios; - Los Angeles, Califórnia: Lair Studios, Henson Recording Studios, Record Plant. Moda - Cabelo: Kimberly Kimble - Desenho: Fusako Chubachi · ILoveDust (logotipo) - Direcção de arte: F. Chubachi · Erwin Gorosita - Estilização: Ty Hunter · Tina Knowles - Fotografia: Max Vadukul - Maquilhagem: Francesca Tolot | Vocalistas - Canto cigano: Paco "El Sevillano" - Rap: Bun B · Jay-Z (faixas 1, 4) · Slim Thug - Vocais principais: Beyoncé (todas faixas) · Alejandro Fernández · Shakira - Vocais de apoio: Jasmin Cruz · R. Pérez Administração - A&R: April Baldwin · Paul Forat · Max Gousse · Julia Knapp · Mathew Knowles - Coordenação: Aaron Brougher - Gerência: Tim Blacksmith (para Stargate) · Danny D. (para Stargate) · M. Knowles - Marketing: Quincy S. Jackson - Produção executiva: Beyoncé · M. Knowles |

Composição
| - Reyli Barba - Scott Cutler - LaShawn Daniels | - Ian Dench - Jaime Flores - Amanda Ghost | - Henry Krieger - Makeba Riddick - Syience | - Shea Taylor - Stayve Thomas - Anne Preven |

| Produção - Arranjos: David Campbell (cordas) · Rudy Pérez · Shakira · Stargate - Contratação: Jolie Levine - Gravação: Andres Bermudez · Robert "LB" Dorsey · Dabling "Hobby Boy" Howard · Gimel "Young Guru" Keaton · Nathan Jenkins · Aaron Renner · Chris Spilfogel · Michael Tocci · Rommel Nino Villanueva · Shane Woodley - Assistência: Jason Agel · Riley Mackin · Jared Robbins · S. Woodley - Edição (Pro Tools): Dave Lopez · Walter W. Millsap III · Clay Perry - Edição digital: John Weston (cordas) - Engenharia acústica: Roberto Almodovar · Jim Caruana · Gustavo Celis · Andrew Coleman (faixas 6, 8) · Jun Ishizeki (1) · W. W. Millsap III (10) · D. Lopez (10) · Geoff Rice (6, 9) · Jamie Rosenberg (7) · Stargate · Jeff Villanueva (1) · J. Weston - Assistência: Rob Kinelski (todas faixas) · David Stearns - Direcção vocal (para Alejandro Fernández): Aureo Baqueiro · R. Pérez - Direcção orquestral: D. Campbell - Masterização: Tom Coyne · Vlado Meller - Mistura de áudio: Beyoncé (1) · Jason Goldstein (todas faixas) · Rich Harrison (3, 7) · Jean-Marie Horvat · Manny Maroquin · Dave "Hard Drive" Pensado · Dexter Simmons · S. Beatz (2, 5) - Assistência: Colin Miller · Steve Tolle (2-10) - Produção: Beyoncé (todas faixas) · Sean Garrett (2) · R. Harrison · W. W. Millsap III (10) · The Neptunes (6, 8) · R. Pérez · Stargate (9) · Swizz Beatz (2, 5) · Syience · S. Taylor · The Underdogs · Cameron Wallace (4) - Co-produção: Candice Nelson · Ne-Yo (9) - Assistência de produção: Jon Jon - Produção adicional: Shakira · S. Beatz (4) - Produção vocal: Beyoncé (10) · Olgui Chirino · Shakira · R. Pérez - Programação: R. Pérez · C. Perry · Denaun Porter · Stargate · Visitante - Remistura: Shakira | Instrumentos - Baixo: Nathan East · James Johnson · Jon Jon (1) - Bateria: Ricky Lawson - Cordas: Kareem Roustom (arranjos) - Guitarra: Sean Carrington · Eric Jackson · Espen Lind (9) - Guitarra espanhola: R. Pérez · Rene Luis Toledo - Ney: Boujemaa Razgui - Oud: Naser Musa - Percussão: Harvey Mason - Percussão árabe: Omar Al-Musfi - Saxofone: Kenneth Whalum - Spalla: Bruce Dukov (violino) - Teclado: Tim Carmon · R. Pérez · C. Perry - Trompa (faixa 1): Allen "Al Geez" Arthur · Aaron "Goody" Goode · Ronald Judge · Mo Horns - Trompeta: Keyon Harrold - Vários: Mikkel S. Eriksen · Tor Erik Hermansen (9) - Viola: Robert Becker · Denyse Buffum · Andrew Duckles · Hannah Khoury - Violino: Roberto Cani · Mario Deleon · Alan Grunfeld · Geraldo Hilera · H. Khoury · Michele Richards · Haim Shtrum · Sara Parkins · John Wittenburg · Kenneth Yerke - Arranjos: K. Roustom · Shakira - Violoncelo: Larry Corbett · Suzie Katayama · Daniel Smith |

## Desempenho nas tabelas musicais
Nos Estados Unidos, B'Day vendeu 541 mil unidades ao longo da sua primeira semana de comercialização, garantindo-lhe uma estreia no número um da tabela oficial de álbuns e na de álbuns de R&B/Hip-Hop, segundo o publicado pela revista Billboard a 23 de Setembro de 2006. Esta foi a maior quantidade de unidades vendidas por um trabalho da artista na sua semana de estreia, marca superada apenas por seu quinto trabalho de estúdio em 2013 com 617 mil unidades. Além disso, foi ainda a segunda vez na carreira a solo da cantora que ela consegue estrear no número um da tabela de álbuns dos EUA, com Geoff Mayfield, editor da Billboard, escrevendo que o sucesso foi impulsionado pela fama de Beyoncé naquela altura, na qual o lançamento de B'Day se avizinhava e o vídeo de "Ring the Alarm" havia sido o mais reproduzido na sua semana de estreia da história da MTV. Esta foi ainda a maior estreia por qualquer artista a solo em 2006. Na sua segunda semana na tabela, B'Day caiu para o número três e, na sua quarta semana, abandonou as dez melhores posições pela primeira vez. Após sete semanas fora das dez melhores posições, o álbum conseguiu regressar no número nove na semana de 2 de Dezembro devido ao sucesso alcançado por "Irreplaceable". O projecto recebeu o certificado de disco platina pela Recording Industry Association of America (RIAA) antes do ano terminar e foi o 38.° mais vendido de 2006 nos EUA, com 2.010.311 unidades comercializadas, segundo o serviço de mediação de vendas Nielsen SoundScan.
A 27 de Janeiro de 2007, semana na qual Dreamgirls: Music from the Motion Picture estava na liderança da tabela de álbuns, B'Day conseguiu regressar às dez melhores colocações novamente, desta vez no número seis. A 16 de Abril, a RIAA elevou a certificação para três discos de platina, combinando as vendas de ambas edições padrão e deluxe. A edição deluxe, por sua vez, fez com que o disco saltasse do número 69 para o sexto na semana de 21 de Abril. No total, o álbum passou um total de 74 semanas na tabela de álbuns, na qual foi o décimo primeiro mais vendido do país em 2007. Até Julho de 2014, três milhões e quatrocentas cópias de B'Day já haviam sido comercializadas nos Estados Unidos. Este número aumentou para três milhões e 610 mil unidades em Dezembro de 2015. Ainda na América do Norte, B'Day alcançou um máximo de número três na tabela de álbuns do Canadá, país no qual recebeu o certificado de disco de platina.
Internacionalmente, o álbum foi recebido com sucesso semelhante. No Japão, a edição padrão moveu 72.921 exemplares ao longo da sua primeira semana de vendas, rendendo-lhe uma estreia no quarto posto da tabela de álbuns da Oricon. A edição deluxe, por sua vez, vendeu uma quantidade menor de 17.519 exemplares na sua primeira semana de disponibilidade, estreando no número nove e subindo para o quinto posto na semana seguinte, na qual vendeu 23.153 cópias. A edição padrão recebeu o certificado de disco de platina pela Recording Industry Association of Japan (RIAJ) após mover mais de 250 mil cópias no país, enquanto a edição deluxe recebeu o certificado de disco de ouro ao ultrapassar a marca das cem mil unidades vendidas.
Em outros lugares, a edição padrão atingiu o pico na sexta posição da tabela de álbuns do México, enquanto a edição deluxe atingiu a nona. Ao alcançar a marca das cinquenta mil unidades comercializadas no território, a Asociación Mexicana de Productores de Fonogramas y Videogramas (AMPROFON) atribuiu o certificado de disco de ouro. Na Oceania, B'Day estreou no número oito em ambas Austrália e Nova Zelândia na semana de 11 de Setembro de 2006, permanecendo nas tabelas de álbuns dos países por vinte e 25 semanas, respectivamente. Além disso, recebeu o certificado de disco de platina pela Australian Recording Industry Association (ARIA) no primeiro e pela Recorded Music NZ (RMNZ) no segundo.
No Reino Unido, o projecto moveu 35.012 unidades ao longo da sua semana de estreia, rendendo-lhe uma entrada no número três da tabela oficial de álbuns e no topo da tabela de álbuns R&B, segundo o publicado pela Official Charts Company a 11 de Setembro de 2006. Na semana de 29 de Abril do ano seguinte, a edição deluxe atingiu o oitavo posto na primeira e o terceiro na segunda tabela, recebendo mais tarde o certificado de disco de ouro pela British Phonographic Industry (BPI) ao alcançar as cem mil unidades vendidas, enquanto a edição padrão recebeu o de platina por mover setecentas mil cópias. Até meados de Julho de 2011, 385.078 exemplares de ambas versões de B'Day já haviam sido comercializados no Reino Unido. Por volta do resto do continente europeu, o álbum alcançou o terceiro lugar da tabela de álbuns europeia e posicionou-se dentro das dez melhores colocações em países como a Dinamarca, Alemanha, Irlanda, Portugal, entre outros. A Federação Internacional da Indústria Fonográfica (IFPI) atribuiu ao disco o certificadado de disco de platina quando o projecto excedeu vendas de um milhão de unidades no continente.
B'Day já havia vendido cerca de oito milhões de cópias em todo o mundo até Setembro de 2013.

### Posições
| País — Tabela musical (2006-14)                     | Posição de pico |
| --------------------------------------------------- | --------------- |
| Austrália — Top 100 Albums Chart (ARIA)             | 8               |
| Áustria — Ö3 Austria Top 40 Albums                  | 13              |
| Bélgica (Flandres) — Ultratop 200 Albums            | 7               |
| Bélgica (Valónia) — Ultratop 200 Albums             | 12              |
| Canadá — Albums Chart (Billboard)                   | 3               |
| Dinamarca — Album Top-40 (Hitlisten)                | 8               |
| Países Baixos — Album Top 100 (MegaCharts)          | 5               |
| União Europeia — Top 100 Albums (Billboard)         | 3               |
| Finlândia — Suomen virallinen albumlista            | 23              |
| França — Top Albums (SNEP)                          | 12              |
| Alemanha — Offizielle Top 100 (GfK)                 | 5               |
| Grécia — Top 50 Foreign Albums (IFPI)               | 3               |
| Hungria — Top 40 Album (MAHASZ)                     | 22              |
| Irlanda — Top 75 Artist Album (IRMA)                | 3               |
| Itália — Albums Chart (FIMI)                        | 10              |
| Japão — Albums Chart (Oricon)                       | 4               |
| México — Top 100 Mexico (AMPROFON)                  | 6               |
| Nova Zelândia — Top 40 Albums (Recorded Music NZ)   | 8               |
| Noruega — Topp 40 Albums (VG-lista)                 | 6               |
| Polónia — Oficjalna Lista Sprzedazy (ZPAV)          | 29              |
| Portugal — Top 50 Albums (AFP)                      | 6               |
| Escócia — Scottish Albums Charts (OCC)              | 9               |
| Espanha — Top 100 Albumes (PROMUSICAE)              | 5               |
| Suécia — Albums Top 60 (Sverigetopplistan)          | 15              |
| Suíça — Albums Top 100 (Schweizer Hitparade)        | 2               |
| Reino Unido — Official Albums Top 100 (OCC)         | 3               |
| Reino Unido — Official R&B Albums Top 40 (OCC)      | 1               |
| Estados Unidos — Billboard 200                      | 1               |
| Estados Unidos — Top R&B/Hip-Hop Albums (Billboard) | 1               |

| País — Tabela musical (2006)                        | Posição |
| --------------------------------------------------- | ------- |
| Austrália — ARIA Top 50 Urban Albums Chart          | 13      |
| Bélgica (Flandres) — Ultratop 200 Albums            | 91      |
| Países Baixos — Album Top 100 (MegaCharts)          | 84      |
| União Europeia — Top 100 Albums (Billboard)         | 61      |
| França — Top Albums (SNEP)                          | 199     |
| Japão — Albums Chart (Oricon)                       | 55      |
| Suíça — Albums Top 100 (Schweizer Hitparade)        | 96      |
| Reino Unido — Albums Chart (OCC)                    | 62      |
| Estados Unidos — Billboard 200                      | 38      |
| Estados Unidos — Top R&B/Hip-Hop Albums (Billboard) | 8       |
| Mundo — Worldwide Albums (IFPI)                     | 6       |

| País — Tabela musical (2007)                        | Posição |
| --------------------------------------------------- | ------- |
| Austrália — ARIA Top 50 Urban Albums Chart          | 13      |
| Bélgica (Flandres) — Ultratop 200 Albums            | 57      |
| Países Baixos — Album Top 100 (MegaCharts)          | 84      |
| França — Top Albums (SNEP)                          | 143     |
| México — Top 100 Mexico (AMPROFON)                  | 62      |
| México — Top 100 Mexico Internacional (AMPROFON)    | 16      |
| Suíça — Albums Top 100 (Schweizer Hitparade)        | 82      |
| Reino Unido — Albums Chart (OCC)                    | 140     |
| Estados Unidos — Billboard 200                      | 11      |
| Estados Unidos — Top R&B/Hip-Hop Albums (Billboard) | 6       |
| Mundo — Worldwide Albums (IFPI)                     | 38      |

| País — Tabela musical (2008)                        | Posição |
| --------------------------------------------------- | ------- |
| Estados Unidos — Billboard 200                      | 170     |
| Estados Unidos — Top R&B/Hip-Hop Albums (Billboard) | 85      |

| País — Tabela musical (2000-09) | Posição |
| ------------------------------- | ------- |
| Estados Unidos — Billboard 200  | 133     |

| País — Tabela musical                     | Posição |
| ----------------------------------------- | ------- |
| Estados Unidos — Billboard 200 (Mulheres) | 91      |

### Certificações e vendas
| Região — Associação (Vendas)         | Certificação |
| ------------------------------------ | ------------ |
| Austrália — ARIA (70 000)            | Platina      |
| Bélgica — BEA (15 000)               | Ouro         |
| Canadá — Music Canada (40 000)       | Platina      |
| China — NRTA (10 000)                | Ouro         |
| Dinamarca — IFPI (20 000)            | Ouro         |
| França — SNEP (7 500)                | Ouro         |
| Alemanha — BVMI (100 000)            | Ouro         |
| Grécia — IFPI (7 500)                | Ouro         |
| Hungria — MAHASZ (7 500)             | Ouro         |
| Irlanda — IRMA (45 000)              | 3× Platina   |
| Japão — RIAJ (250 000) Edição padrão | Platina      |
| Japão — RIAJ (100 000) Edição deluxe | Ouro         |

| Região — Associação (Vendas)              | Certificação |
| ----------------------------------------- | ------------ |
| México — AMPROFON (50 000)                | Ouro         |
| Países Baixos — NVPI (35 000)             | Ouro         |
| Nova Zelândia — RMNZ (15 000)             | Platina      |
| Roménia — UPFR                            | Ouro         |
| Rússia — NFPF (60 000)                    | 3× Platina   |
| Suíça — IFPI (15 000)                     | Ouro         |
| Reino Unido — BPI (385 078) Edição padrão | Platina      |
| Reino Unido — BPI (385 078) Edição deluxe | Ouro         |
| Estados Unidos — RIAA (3 6100 00)         | 3× Platina   |
| União Europeia — IFPI (1 000 000)         | Platina      |